# Spreeweg (Berlin)
Der Spreeweg / Berliner Urstromtal ist mit der Nummer 1 einer der 20 grünen Hauptwege. Das ist eine Zusammenstellung von 20 Wanderwegen durch das Berliner Stadtgebiet mit einer Gesamtlänge von rund 550 Kilometern. Ziel ist es, „Wohngebiete mit den vielfältigen Erholungsmöglichkeiten in Parkanlagen und Naherholungsgebieten von Berlin und Brandenburg“ (Senatsverwaltung für Stadtentwicklung und Umwelt) miteinander zu verknüpfen. Der Fußgänger soll dabei die Möglichkeit haben, „die Stadt als eine Verbindung von Kultur, Geschichte und Ökologie intensiv zu erleben“.

## Verlauf
Der Spreeweg/Berliner Urstromtal ist mit 63 Kilometern der längste grüne Hauptweg. Der Namenszusatz „Berliner Urstromtal“ beschreibt den Verlauf des Spreewegs im Warschau-Berliner Urstromtal, das in der letzten Eiszeit entstand. Es müssen daher kaum Höhen überwunden werden. Zwischen Hessenwinkel im Osten und dem Falkenhagener Feld im Westen begleitet er die Spree durch die Stadt. Der Weg führt durch ruhige Wälder am Stadtrand, große Industrieflächen mit angrenzenden Kleingärten, die mittelalterlichen Stadtkerne Köpenick und Spandau und die moderne Großstadt und meist in Ufernähe. Durch eine behutsame Planung des Regierungsviertels war Raum geblieben, um ihn hier durch das Zentrum hindurchzuführen. Die Spree mündet in Spandau in die Havel, doch der Wanderweg führt hier in der Niederung des Spektegrünzugs weiter zur Landesgrenze nach Brandenburg im Westen.
Die Lage der Wege kann sich durch die Stadtentwicklung auch kurzzeitig ändern.
Der Hauptweg 01 kann nicht immer dem Spreeufer folgen. So ist die Führung in Niederschöneweide nur teilweise begehbar und eine Umgehung der Idealführung durch Oberschöneweide und die Wuhlheide gelegt. Alte Gewerbeflächen am Spreeufer verhindern zum Teil, dass Raum für einen Uferweg freigehalten wird. Bei der Einrichtung des Regierungsviertels blieb entgegen ursprünglichen Sicherheitsbedenken der Uferweg öffentlich zugänglich. In den folgenden Abschnitten sind weite Bereiche gewerblich genutzte (und so unzugängliche) Uferstreifen. Solche Begrenzungen sind westlich der Havel bei der Führung in den Spandauer Spektewiesen beseitigt worden. Dieser westliche Teil begründet zudem den Zusatz „Berliner Urstromtal“ für den „Spree“weg.

### Rahnsdorf

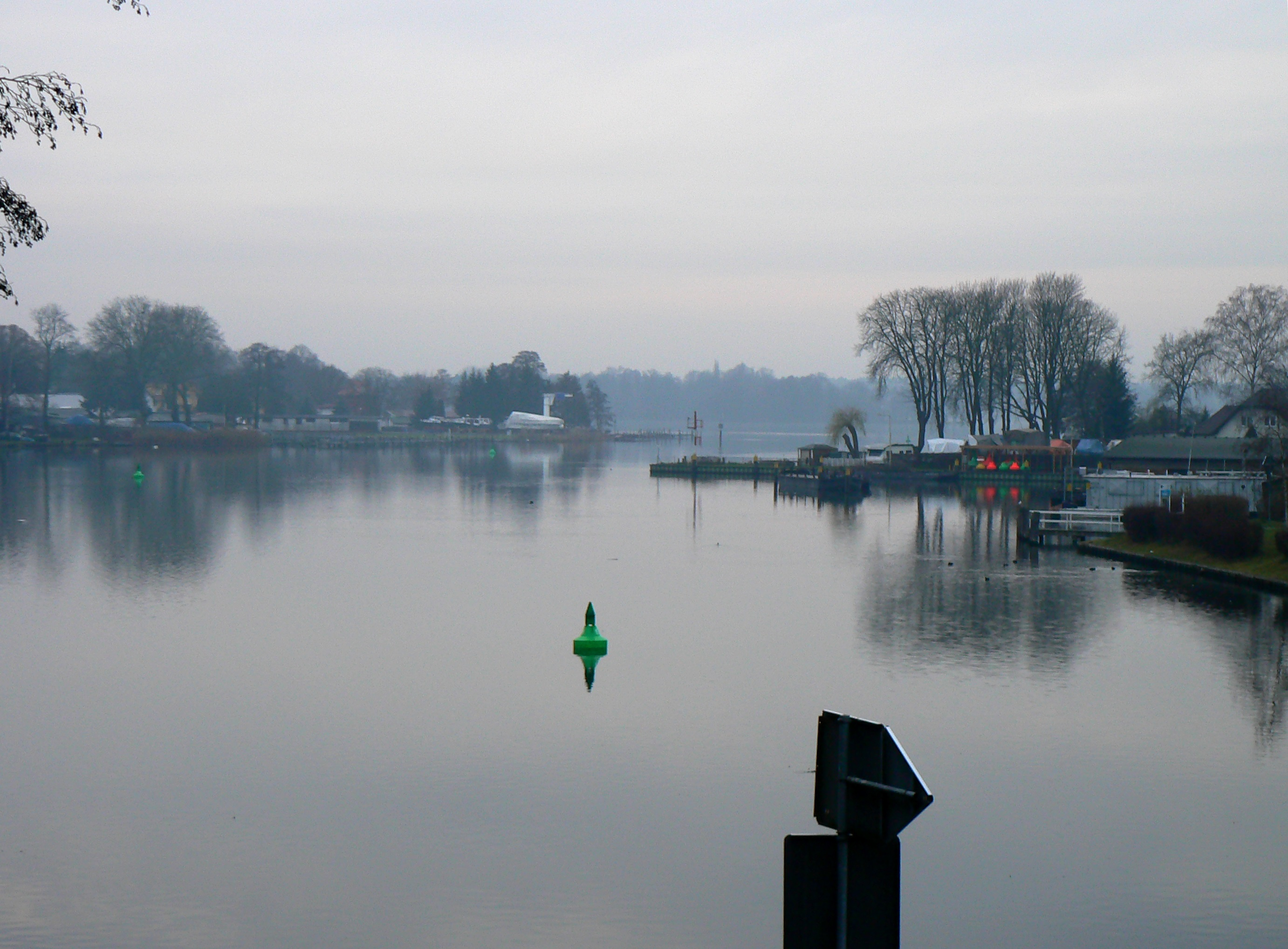
Dämeritzsee in Hessenwinkel

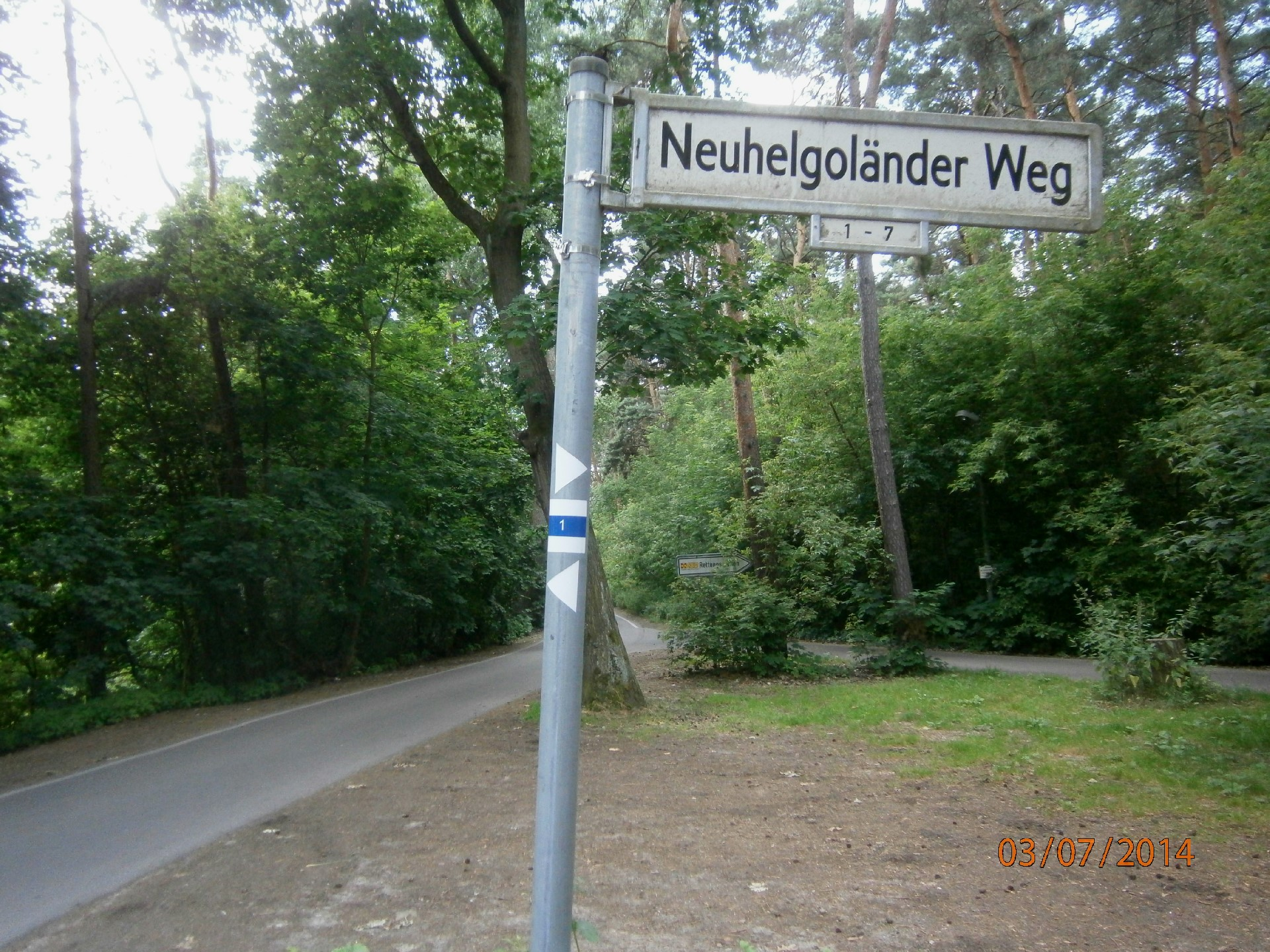
Spreeweg nahe der Gaststätte „Neu-Helgoland“ in Müggelheim

Im Osten spreeauf beginnt der Hauptweg 01 an der Stadtgrenze zu Erkner. Von der Landesgrenze aus Brandenburg kommt in der Ortslage Hessenwinkel von Rahnsdorf der Europaradweg R1 nach Berlin. Von der Berliner Straße in Erkner an der Fürstenwalder Allee auf Berliner Gebiet vereinigt er sich mit dem Spreeweg. Er liegt etwas nördlich vom Dämeritzsee durch den die Spree fließt. Dieser Startpunkt ist vom 750 Meter entfernten S-Bahnhof Erkner zu erreichen. Vom Ortseingangsschild geht es nach 450 Metern links in die Luther- und danach rechts in die Ahornstraße, gefolgt vom Übergang in die Lindenstraße. Der direkte Zugang zum Ufer des Dämeritzsees ist wegen der anliegenden Grundstücke nur an der Dämeritzstraße möglich und weiterhin lediglich als Blick zwischen den Wohnhäusern. Wiederum nach links auf der Kanalstraße weiter und vorbei an der Kurzen Straße sowie dem gegenüberliegenden Hubertussee führt der Wanderweg weiter nach rechts in den Haselwinkel und links in die Triglawstraße. Er führt zur Triglawbrücke über die Müggelspree zur Insel im Süden Hessenwinkels hin. Auf einem Weg rechts von der Triglawstraße geht mit der „Russenbrücke“ (eine Fußgängerbrücke) über den alten Spreearm, wo der Ortsteil verlassen wird.

### Müggelheim
Über den ‚Alten Spreearm‘ wird der Ortsteil Müggelheim nördlich von ‚Philipps Fischerhütten‘ von der gemeinsamen Lage Radfernweg R1/ Hauptweg 01 erreicht und führt in den Berliner Stadtforst Köpenick, der hier als Naturschutzgebiet ausgewiesen ist, sowie durch den nördlichen Teil des Europäischen Vogelschutzgebiets Müggelspree. 960 Meter durch das Waldgebiet ist am Südrand der Siedlung Schönhorst bebautes Gelände erreicht. Links der als Anwohnerstraße gewidmeten Lindenstraße führt der Weg auf der Schönhorster Straße nach Westen. Durch Waldstücke geht es zwischen dem Naturschutzgebiet des Waldes und dem Landschaftsschutzgebiet Müggelheimer Wiesen hindurch. Die Straßenecke Zur Fähre /Zu den Müggelheimer Wiesen ist der nächste Zielpunkt mit der blauen Markierung 01 gekennzeichnet. Die Straße führt zur Fähre F24 (die bis in die 2010er Jahre letzte Ruderfähre Berlins), die die Spree nach Rahnsdorf übersetzt. Der Wanderweg geht geradeaus und berührt südlich vom Bauersee an dessen Abfluss die Ausflugsgaststätte „Neu-Helgoland“. Die Abfahrtstelle der Fähre F23 und Restaurantplätze sind direkt an der Müggelspree gelegen. Über den breiten Fahrweg von der Gaststätte geht es zur Mündung der Müggelspree in den Kleinen Müggelsee und an dessen Ufer weiter. Der Ortsteil wird 200 Meter vor der Straße zum Müggelhort verlassen.

### Köpenick

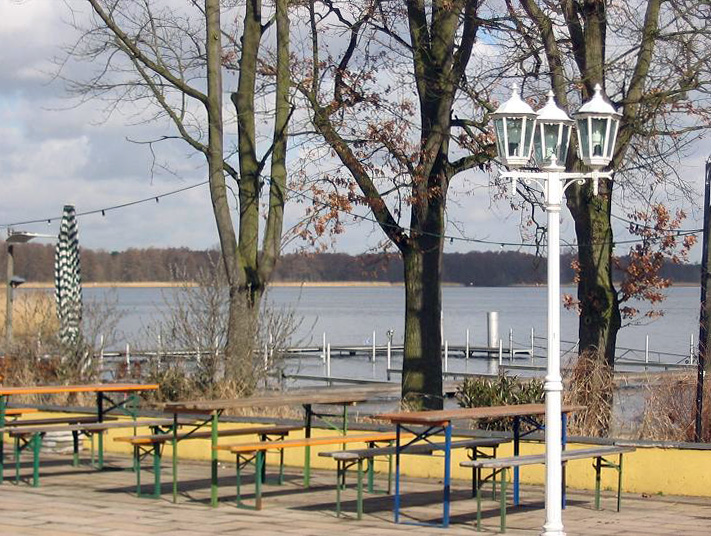
Müggelseeterrassen

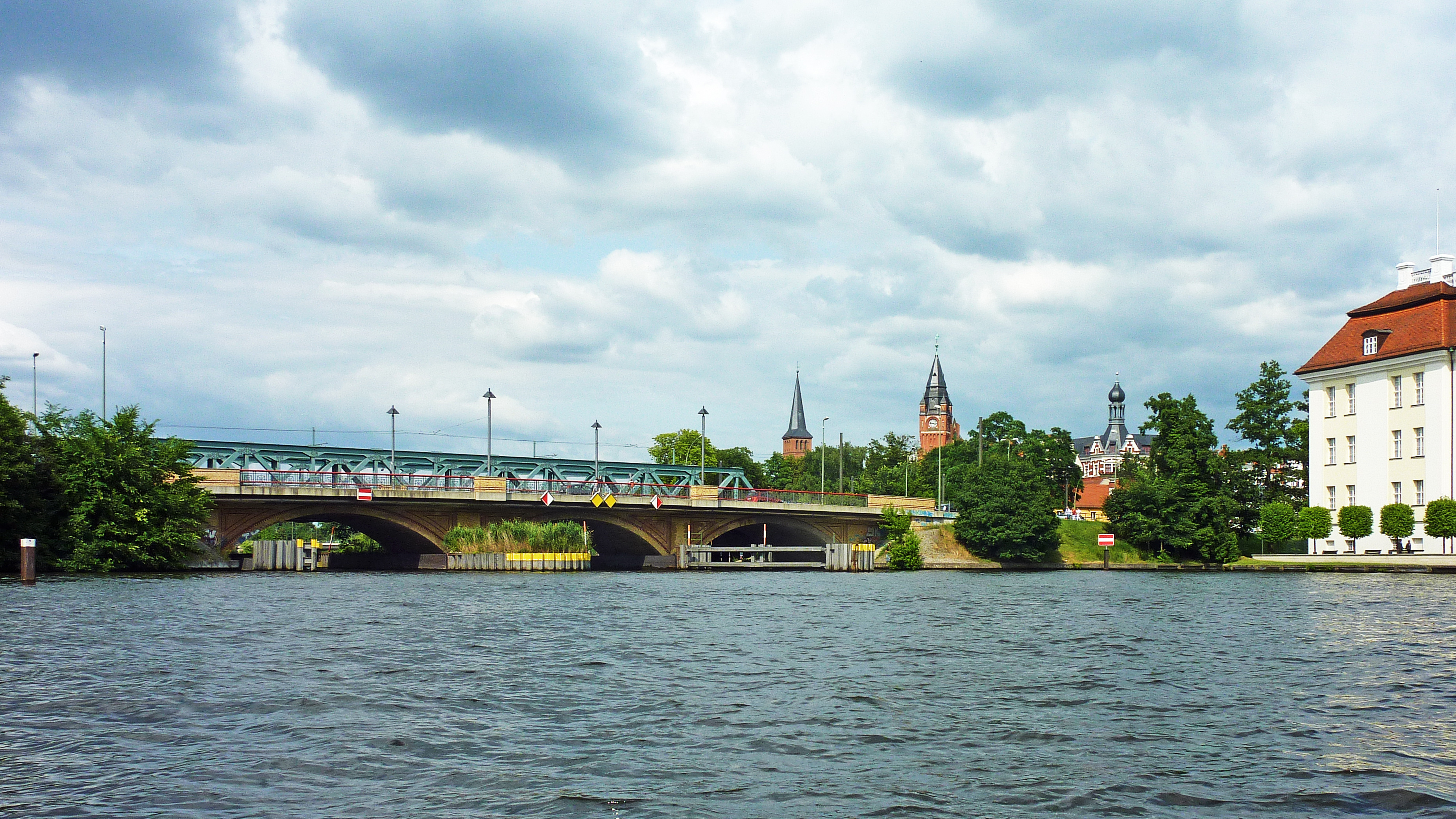
Lange Brücke – Übergang des Spreewegs

Auf dem Uferweg des Kleinen Müggelsees liegt der Ortsteilwechsel von Müggelheim nach Köpenick, wobei der See selbst zu Rahnsdorf gehört. Die Siedlung Müggelhort am Abfluss der Spree vom Kleinen in den Großen Müggelsee entstand um die traditionelle Waldgaststätte und bleibt unberührt rechts vom Spreeweg. Die Müggelseepromenade führt den Hauptweg am Südufer des von der Spree durchflossenen Müggelsees entlang. Als Uferweg geht er an der ehemaligen „Müggelseeperle“ (heute: „Hotel Müggelsee“) und der Ausflugsgaststätte „Rübezahl“ mit der Revierförsterei Teufelssee vorbei und am LSG ‚Kuhwall‘, im Weiteren folgt der Weg dem Ufer nordwärts. Am Abfluss der Müggelspree aus dem Großen Müggelsee kommt der Europawanderweg E11 zum Hauptweg 01. Er führt von der Friedrichshagener Seite durch den Spreetunnel, der auf 80 Meter unter der Spree hindurch trockenen Fußes Köpenick und Friedrichshagen verbindet. Der Spreeweg wird seinem Namen gerecht und geht gemeinsam mit dem Fernwanderweg am Ufer der Müggelspree und neben der Kämmereiheide entlang zur Salvador-Allende-Brücke. Vor der Brücke liegt links vom Weg bereits bebautes Gelände um den Amtsteich und den Amtsgraben, so auch das Ordnungsamt des Bezirks.
Nach der Brücke ist der Uferweg nicht weiter begehbar. Der Hauptweg führt unter der Brücke hindurch nach links auf den Beiweg der Salvador-Allende-Straße und weiter nach rechts in die Wendenschloßstraße. Diese beiden Straßen übernehmen den Verkehr der südlichen Umgehung der Köpenicker Altstadt und trotz der Beiwege ist der Straßenverkehr nahe. An der Siedlung ‚Klein-Venedig‘ kann das Spreeufer erreicht werden. Der Hauptweg führt auf der Wendenschloßstraße über den Stichkanal (Wendenschloßbrücke) und an dessen Ufer zur Spree. Da die Brücke über den Kietzgraben fehlt, geht es auf der Amtsstraße zur Landjägerstraße. Hier läuft der Fernwanderweg E11 geradeaus weiter, der Spreeweg nach rechts zur Landjägerbrücke. Über den Alten Markt (rechts das Heimatmuseum) und an der Spindlergasse links in die Straße Katzengraben neben dem Futranplatz zu den Häusern an der Feuerwache. Hier wird die Spree erreicht, wo nach rechts der Katzgrabensteg auf die Insel Baumwerder und die Halbinsel Krusenick führt. Nach links führt der Hauptweg an der Köpenicker Freiheit ufernah zur Dammbrücke und unter dieser hindurch.
Von der Köpenicker Dammbrücke nach Süden liegt das Ostufer der Dahme, an der der Uferweg parallel zu Alt-Köpenick durch den Luisenhain führt, und ebenfalls der Fernwanderweg E11. Links vom Ufer und der Straße gegenüber liegt das historische Rathaus Köpenick. Über den Fußweg der Langen Brücke geht es um die Dahme herum. An der Westseite der Langen Brücke beginnt am Köllnischen Platz der Dahmeweg südwärts. Der Spreeweg nach rechts auf der Gutenbergstraße und durch deren Grundstücke vom Dahmewestufer getrennt zum Spree-Eck (Karten). Mit dem Zusammenfluss der hier 190 Meter breiten Dahme in die 100 Meter breite Müggelspree gewinnt die Spree nun ohne Zusatz „Müggel-“ den Namen zurück. Der Uferweg, anfangs durch das Wohnhaus Flemmingstraße 18/19 behindert, gelangt an das Spreeufer und durch den Mentzelpark und neben der ehemaligen Wäscherei Spindler führt auf den Eiselenweg vom Ufer durch die Grundstücke getrennt. An der folgenden Wilhelm-Spindler-Brücke ist die Idealführung in Niederschöneweide am Spreeufer nicht durchgehend begehbar. So führt der Spreeweg über die Brücke und verlässt mit der Brückenrampe zum Beiweg den Ortsteil, da hier die Ortsteilgrenze am Südufer der Spree liegt.

### Oberschöneweide

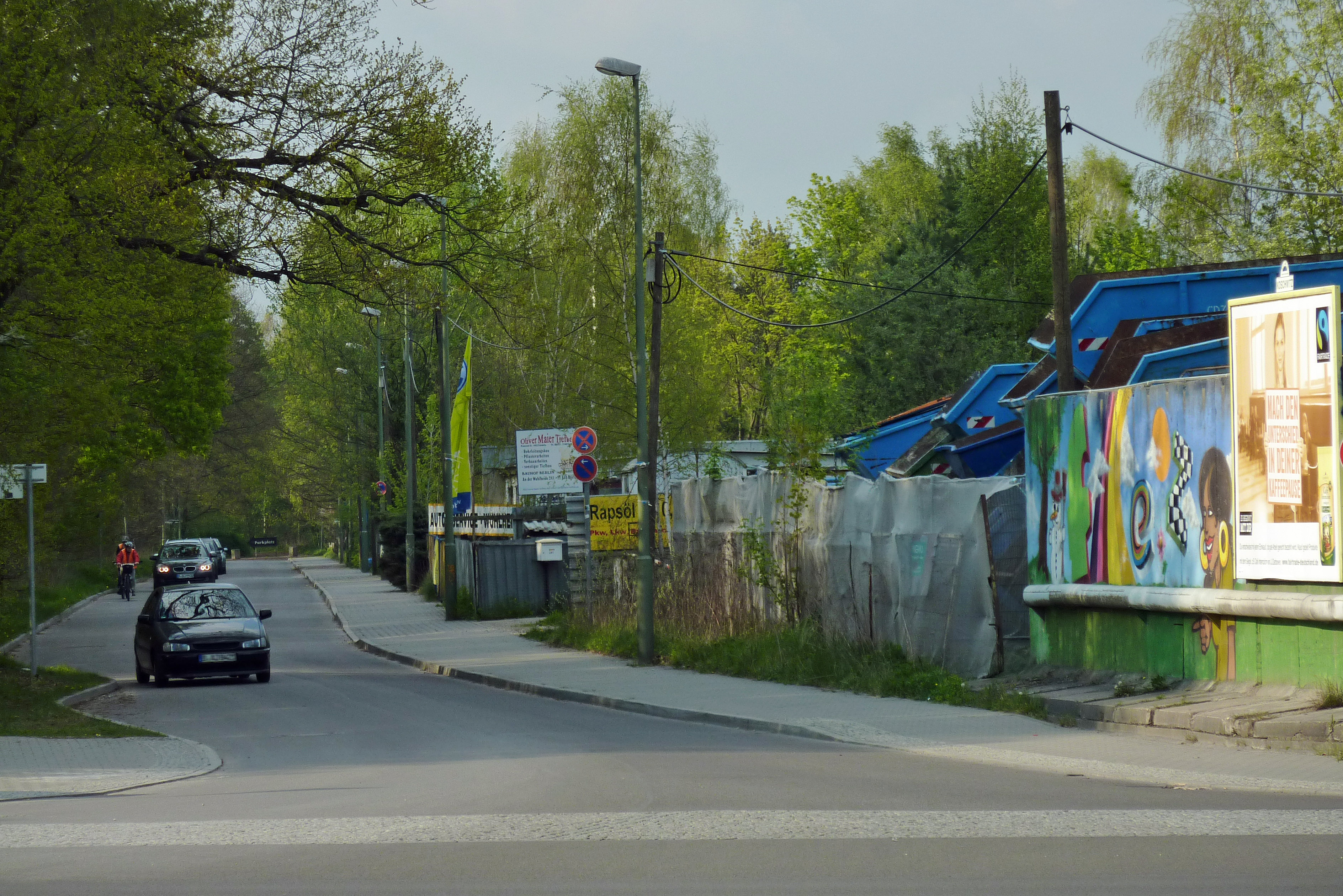
Straße zum FEZ mit dem Spreeweg (aktuelle Führung)

Auf der Wilhelm-Spindler-Brücke, die für die geplante Osttangentiale ausgebaut ist, wird mit dem Beiweg an der rechten Seite der Ortsteil Oberschöneweide erreicht. Die Spree wird auf der Spindlersfelder Straße ans Nordufer überquert. An der Ampelkreuzung mit der Straße An der Wuhlheide wird diese nach links durch die Eisenbahnbrücke des Berliner Rings und nachfolgend rechts in die Straße zum FEZ in den Volkspark Wuhlheide, zunächst (am Parkplatz) in Höhe vom Bahnhof Eichgestell der Parkeisenbahn auf dem Eichgestell am FEZ und der Parkbühne Wuhlheide vorbei weiter durch den Volkspark Wuhlheide. Es folgt – immer begleitet vom Wanderweg E11 – die zweite Querung der Parkeisenbahn, links der Städtische Friedhof, rechts der Modellpark (3D-Miniaturlandkarte der beiden Länder Berlin und Brandenburg) der durch eine Feuchtwiese von der Trabrennbahn in Karlshorst getrennt ist und in Höhe vom Sommerbad Wuhlheide biegt der Weg nach links zur Kreuzung Treskow-/Edisonstraße mit An der Wuhlheide/Rummelsburger Straße, wobei letztere auch als Hochstraße geführt ist. Die Kreuzung wird nördlich/westlich zur Rummelsburger Straße gewechselt. Auf dem linken Beiweg zur Mentelinstraße links (Fust-, Watt-, Otto-Krüger-Zeile) und an der Nalepastraße rechts. Der Weg in die Nalepastraße führt um die Kleingartenanlage (KGA) ‚Grüne Aue‘, am Grenzweg ist die Trasse für die Straßenplanung über die Spree nach Niederschöneweide freigehalten, und der Hauptweg liegt im Weiteren zwischen KGA ‚Oberspree‘ und ‚Am Freibad‘. Nach der rechtsseitigen Fritz-König-Weg geht es links auf der Spreeschlossstraße zur Fähre F11 über die Spree. Am gegenüberliegenden Spreeufer verlässt der Spreeweg mit dem Europawanderweg E11 den Ortsteil.

### Plänterwald

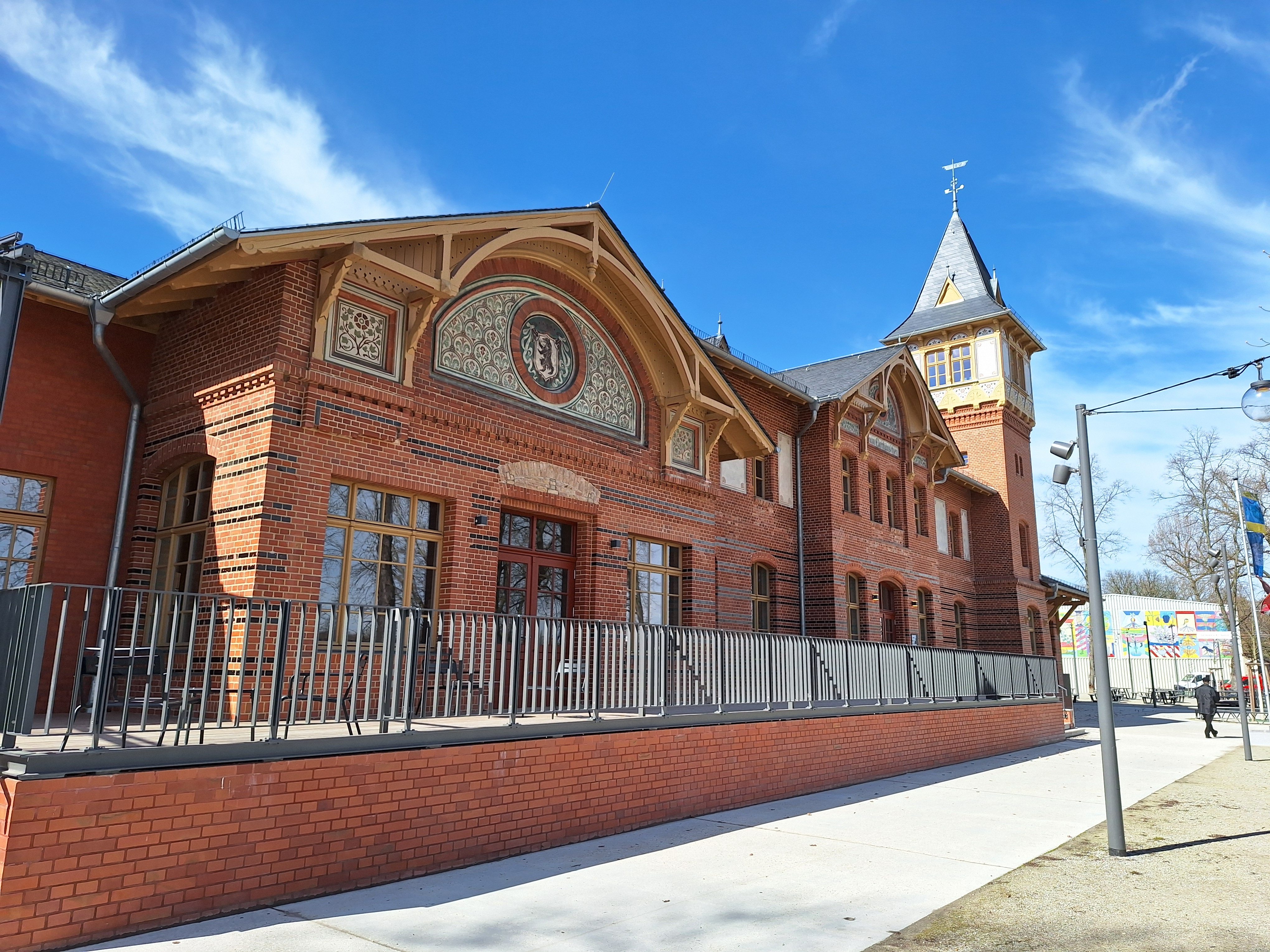
„Eierhäuschen“ 2024

Am Anleger der F11 am Südufer ist der Ortsteil Plänterwald erreicht. Hier im Park, der dem Ortsteil den Namen gab, trifft die aktuelle Führung des Spreewegs durch Oberschöneweide auf die geplante Idealführung am Südufer durch Niederschöneweide. Die Umgehungsführung durch Oberschöneweide und der geplante Hauptweg treffen am Fähranleger wieder aufeinander. Von diesem Planlauf beginnt unweit der Walter-Spindler-Brücke der Teltower Dörferweg, stellenweise ist das Spreeufer bis zum Plänterwald schon begehbar, so an der (östlichen) Schnellerstraße, ab Britzer /Ecke Hainstraße in Höhe Kaisersteg bis an den Gewerbepark, ein begehbarer Abschnitt zu beiden Seiten an der Treskowbrücke (von der Brückenstraße zugänglich), und durchgehend ab der Marggraffbrücke am Ostufer des Britzer Verbindungskanals wird der Ortsteil Plänterwald erreicht, auf dessen Niederschöneweider Seite befindet sich die freigehaltene Straßenbaufläche für die städteplanerische Osttangente.
Von der Fährstelle führt der Uferweg spreeabwärts am „Eierhäuschen“ (Ausflugsgaststätte Plänterwald) vorbei und um den derzeit stillliegenden Spreepark (ehemaliger Vergnügungspark) herum zum Spreeende der Bulgarischen Straße, parallel zu Alt-Treptow wechselt der Park vom Plänterwald zum Treptower Park. Hier verlässt der Hauptweg 01 und E11 den Ortsteil.

### Alt-Treptow

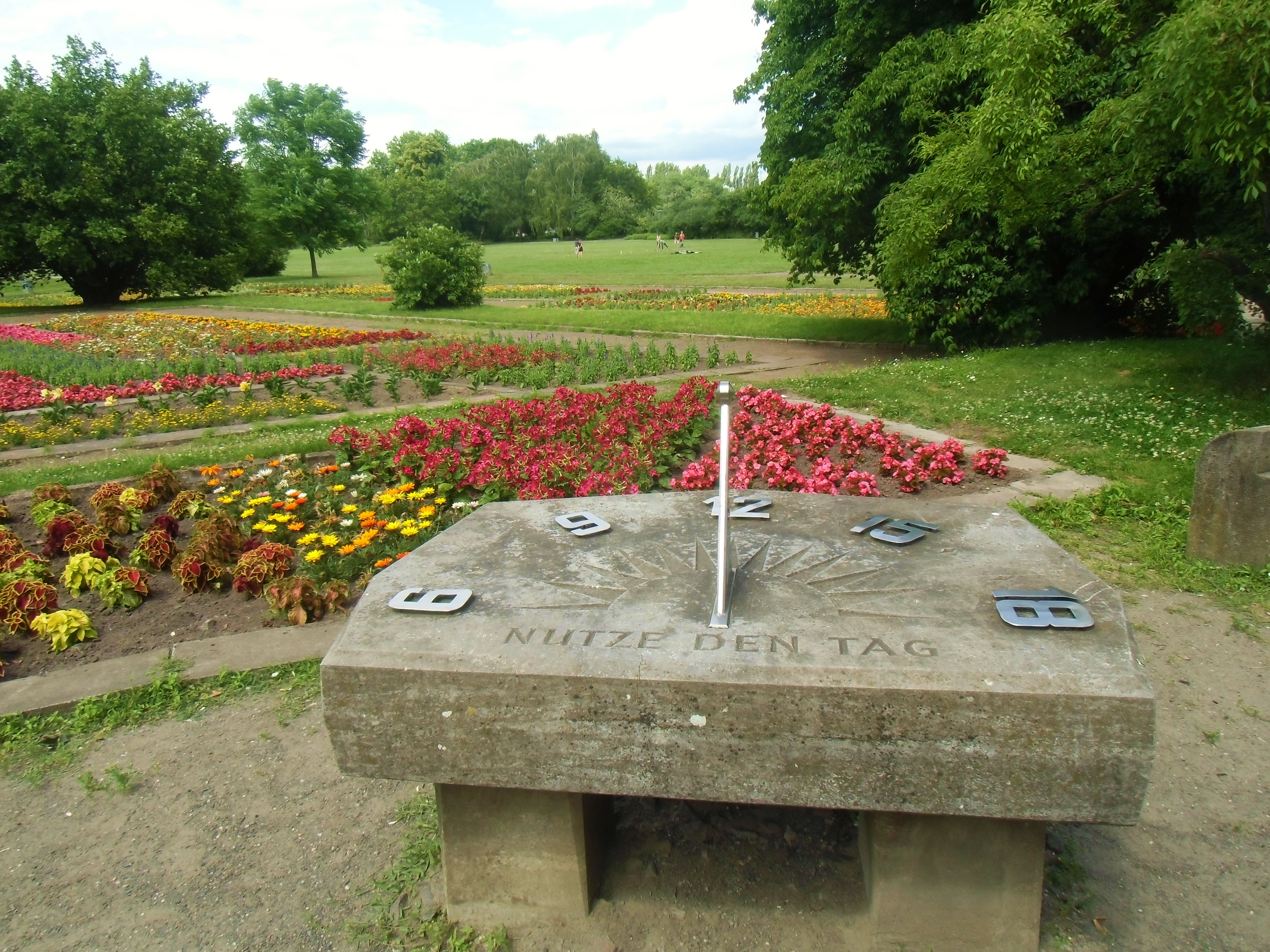
Im Treptower Park

An der Abteibrücke, die auf die Insel der Jugend führt, beginnt der Ortsteil Alt-Treptow und mit diesem der Treptower Park (ein LSG). Der Uferweg führt an der Traditionsgaststätte Zenner vorbei. Durch den Park sind die Archenhold-Sternwarte und das Sowjetische Ehrenmal erreichbar, etwas neben dem Weg findet sich der Rosengarten und das Figurentheater. Am Parkende liegt der S-Bahnhof Treptower Park. Der Spreeweg trifft an den Schiffsanlegestellen auf den Beginn des Kaulsdorfer Wegs (Hauptweg 08). Der Wanderweg E11 bleibt unter der Elsenbrücke hindurch am südlichen Spreeufer an den Treptowers vorbei. Der Spreeweg verlässt hier den Ortsteil.

### Friedrichshain

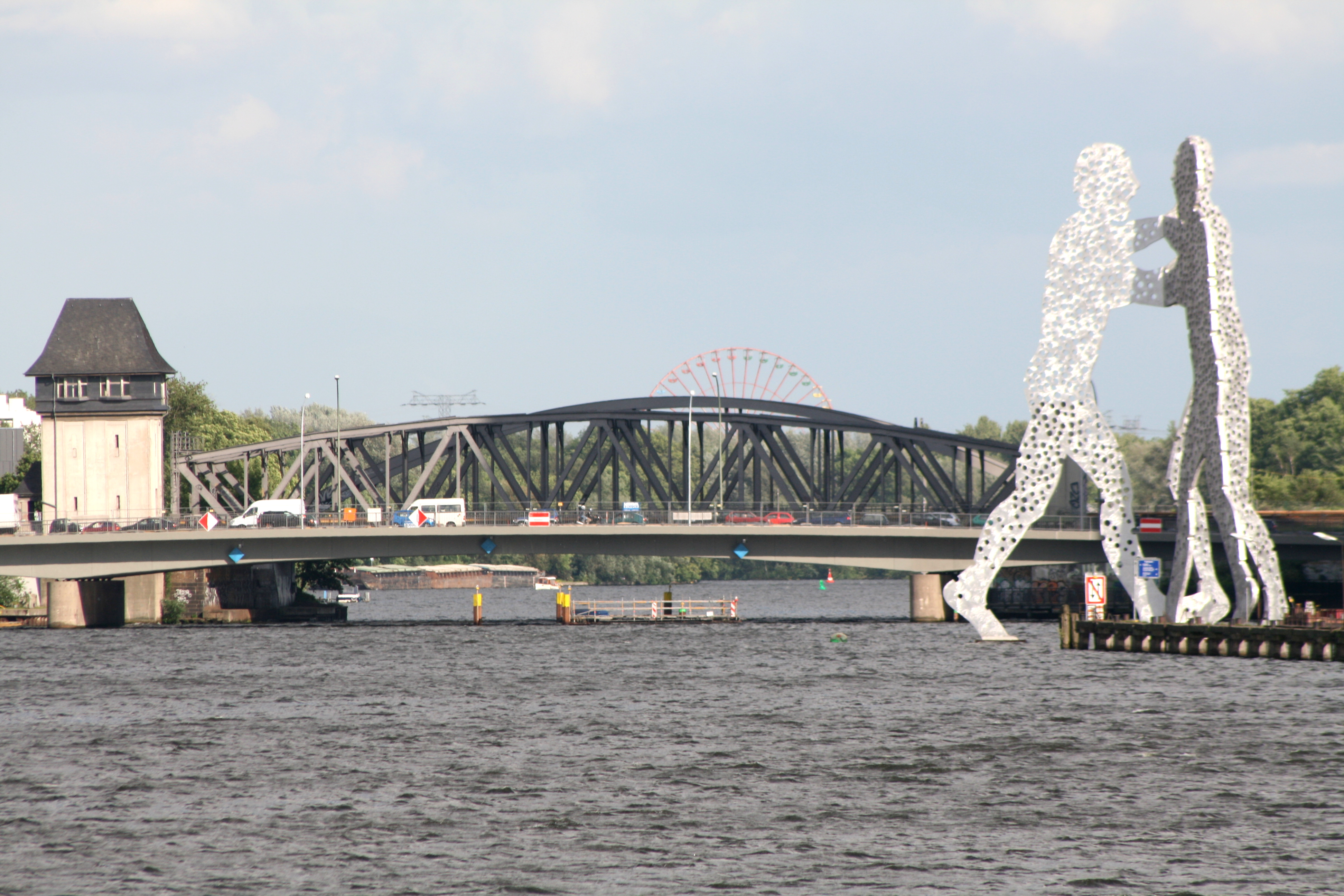
Elsenbrücke und Molecule Man

Spreeweg und Kaulsdorfer Weg werden über die Parkwegbrücke, rechts neben der Ringbahnbrücke und der Elsenbrücke über die Spree geführt. Die Bezirksgrenze von Treptow-Köpenick und Friedrichshain-Kreuzberg liegt am Südufer der Spree, dadurch ist auf der Brücke der Ortsteil Friedrichshain erreicht. Links in der Spree ist die Skulptur Molecule Man zu sehen, die nahe dem Schnittpunkt der Ortsteile Treptow/Kreuzberg/Friedrichshain steht. Die beiden Hauptwege laufen neben der Bahnstrecke zur Straße Alt-Stralau. Der Kaulsdorfer Weg nach rechts und der Spreeweg führt nach links durch die Eisenbahnbrücke zu An den Treptowers über die Elsenbrücke kommend. Die nun folgende verkehrsreiche Kreuzung im Zug der B 96a sollte über Alt-Stralau, Markgrafendamm und über die Stralauer Allee umgangen werden. Weiter auf dem linken Fußweg der Stralauer Allee, da das Nordufer der Spree zunächst wegen der Hafenmauer nicht begehbar ist. Am Gebäude Stralauer Allee 12 (gegenüber Bossestraße) ist der Zugang an das Spreeufer möglich, Gelände des Osthafens. Die hier stehenden Gebäude des Osthafens werden von Musik- und Designerunternehmen genutzt, vor dem Haus von MTV trifft der Innere Parkring auf das Spreeufer.

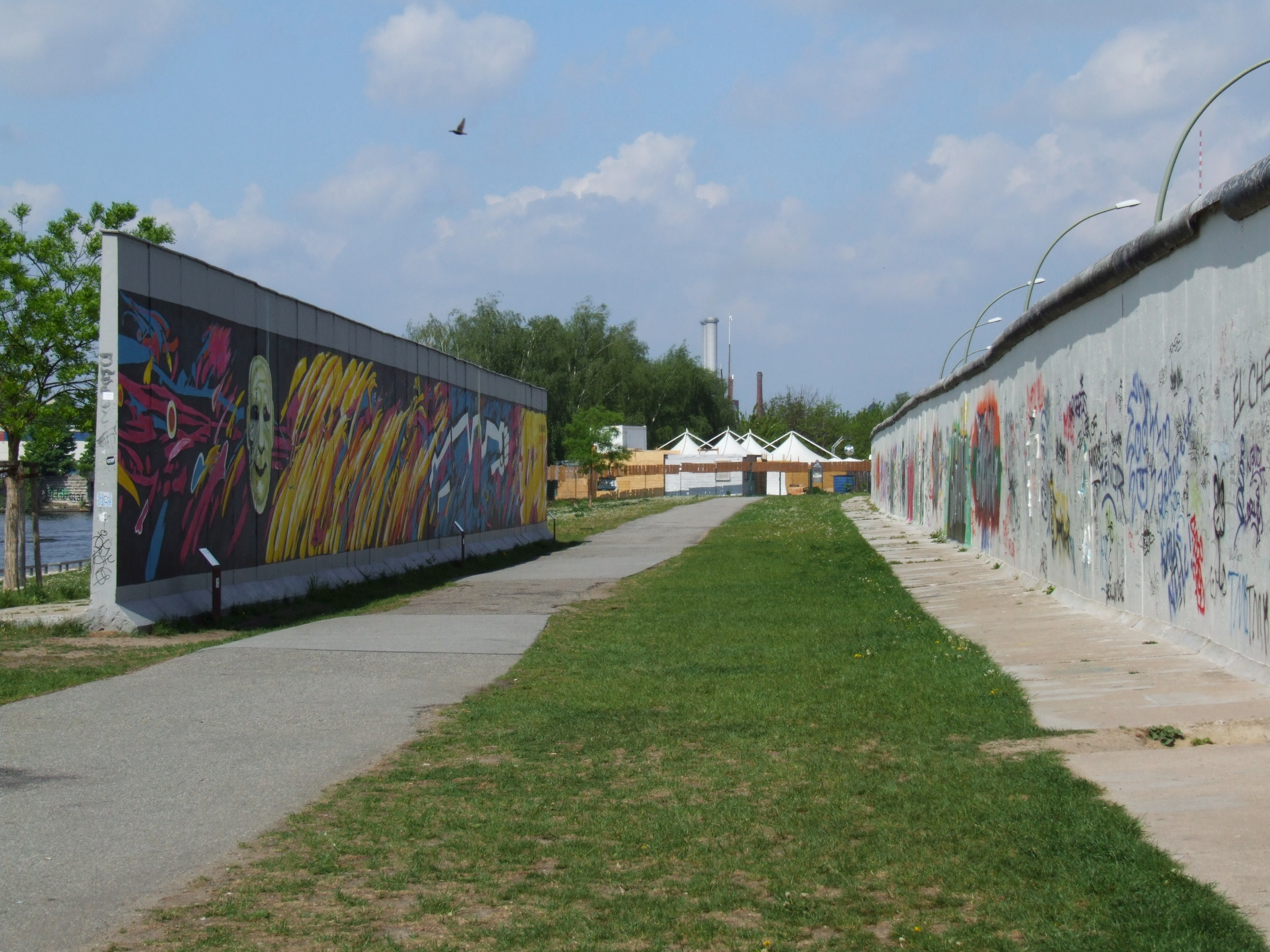
Zwischen East Side Gallery und Mauerresten

Beide Wege trennen sich an der Oberbaumbrücke wieder, der Hauptweg 18 führt über die Brücke nach Kreuzberg, der Hauptweg 01 bleibt am Nordufer der Spree entlang. Der Berliner Mauerweg kommt über die Oberbaumbrücke ans Nordufer und führt an der Mühlenstraße an der East Side Gallery, die auf der vormaligen Bereich der Vormauer angelegt ist. Der Spreeweg nutzt den Uferweg durch den East Side Park, gegenüber an der Straße die Mercedes-Benz Arena mit den Parkplätzen und über die Spree hinweg verschiedene Gewerbebauten. Unterbrochen ist der Uferweg durch 200 Meter Baugelände der „Townhouses“ und im folgenden Park an der Spree zwischen Ufer und Mauer an der Mühlenstraße ist das Ufer begehbar. Wegen der Gebäude (Energieforum, Spreefoyer) am Stralauer Platz vor der Schillingbrücke wird abermals auf die linke Straßenseite ausgewichen und an der Straße An der Schillingbrücke geht der Spreeweg nach links auf der Schillingbrücke über die Spree. Die Ortsteilgrenze von Friedrichshain liegt am Südufer der Spree, so wird nach der Brücke der Ortsteil verlassen.

### Mitte

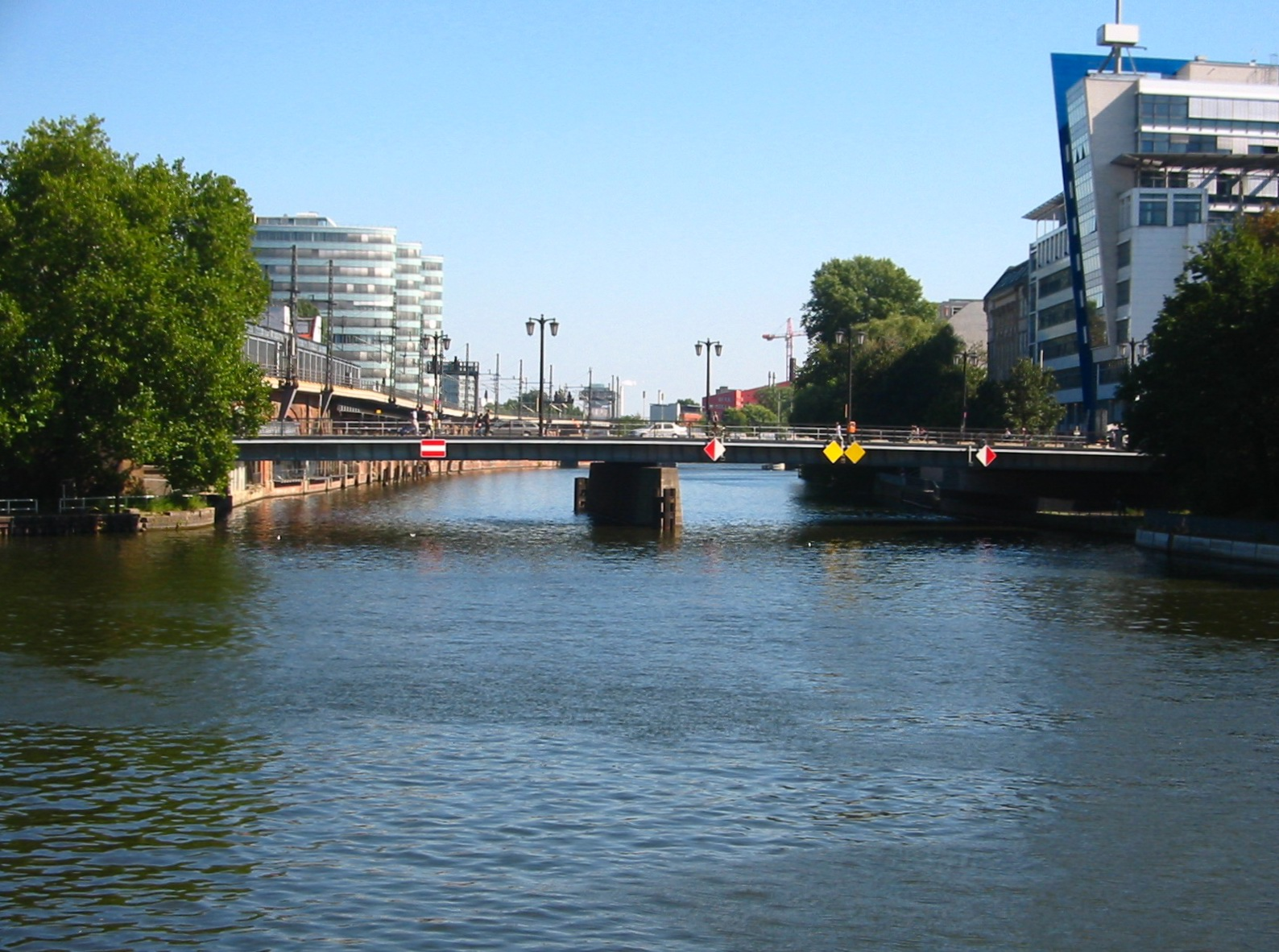
Jannowitzbrücke vom Rolandufer aus

Nach dem Überqueren der Spree auf der linken Seite der Schillingbrücke ist mit dem Engeldamm der Ortsteil Mitte erreicht. Der Mauerweg geht geradeaus weiter nach Kreuzberg hinein. Der Spreeweg führt durch die Grünfläche am Brückenende und unter dieser hindurch zum Paula-Thiede-Ufer und den folgenden Gebäudekomplex nach links in den Bona-Peiser-Weg und danach nach rechts in die Köpenicker Straße, da das Südufer nicht weiter begehbar ist. An der Michaelkirchstraße kreuzt der Hauptweg 19 (Tiergartenring). Um der verkehrsdichten Brückenstraße etwas auszuweichen, läuft der Weg über Ohm-, Runge-, Brückenstraße zur Jannowitzbrücke. Unmittelbar benachbart ist hier der S-Bahnhof Jannowitzbrücke. Vor der Bahnbrücke der Stadtbahn, deren Bahndamm hier der alten Stadtbefestigung folgt, geht am Spree-Nordufer der Hauptweg auf dem Rolandufer weiter. Der Uferweg wird rechts von Gebäuden der Senatsverwaltung und der Berliner Wasserbetriebe begleitet, es münden die Litten-, Kloster- und die Neue Jüdenstraße. Am gegenüberliegenden Spreeufer (Märkisches Ufer) beginnt der Kupfergraben und hier liegt neben der Fischerinsel auch der Historische Hafen Berlin.

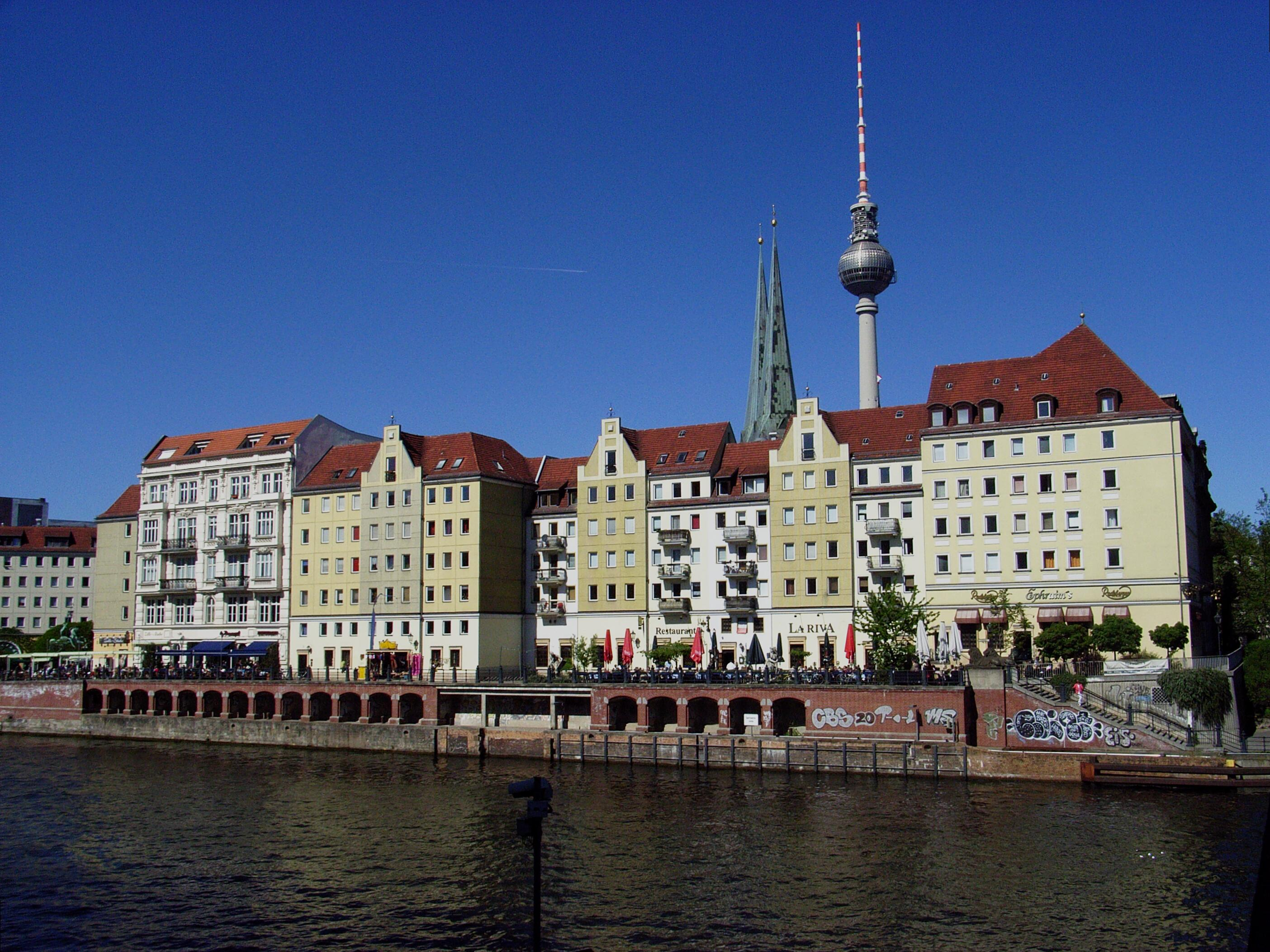
Spreeweg im Nikolaiviertel

Dann führt der Uferweg unter der Mühlendammbrücke hindurch ins Nikolaiviertel. Es ist das älteste Stadtgebiet Berlins und wurde 1987 zur 750-Jahr-Feier restauriert und historisierend neu aufgebaut. Hinter der Brücke folgt das Ephraim-Palais, gegenüber der Marstall. Durch die Rathausbrücke (Rathausstraße) liegt nach rechts das Marx-Engels-Forum und gegenüber auf dem Spreeufer der Schloßplatz mit dem im Bau befindlichen Humboldtforum. Der Spreeweg führt durch die Liebknechtbrücke (Unter den Linden/Karl-Liebknecht-Straße) am Ufer gegenüber vom Berliner Dom und dem Lustgarten und dem Alten Museum weiter (Spreepalais, Domaquaree, St. Wolfgang-Straße). Die folgende Brücke ist die Fußgängern vorbehaltene Friedrichsbrücke, über die die Museumsinsel erreichbar ist. Am nördlichen Brückenkopf (Anna-Louisa-Karsch-Straße /Ecke Burgstraße) geht es am Nordufer zum James-Simon-Park und durch die Brückenbogen der Ringbahn in den Monbijoupark. An dessen Ende führt der Spreeweg/Berliner Urstromtal mit der Nördlichen Monbijoubrücke über die Spree vorbei am Bode-Museum und über die Monbijoubrücke wird der Kupfergraben kurz vor der Mündung in die Spree überquert. Dieser hat von der Mühlendammschleuse an die Museumsinsel im Süden umflossen.
Der Spreeweg verläuft nun wieder am Südufer. Der Spreeweg liegt auf den Straßen Am Kupfergraben, an der Geschwister-Scholl-Straße führt die Ebertsbrücke zur Tucholskystraße und der Hauptweg 01 auf Am Weidendamm (Katholisches Erzbischofsamt) zur Weidendammer Brücke und weiter zum Reichstagufer. An der Weidendammer Brücke liegt unmittelbar der S-Bahnhof Friedrichstraße mit dem Tränenpalast am Weg und am gegenüberliegenden Ufer der Spree die Pankemündung und das Berliner Ensemble. Der Spreeweg führt durch die Stadtbahnbrücke im Anschluss an den Bahnhof zum Dorothea-Schlegel-Platz, nach der Neustädtischen Kirchstraße folgen Gebäude des Bundes und der Bundestagsverwaltung und das ARD-Hauptstadtstudio an der Ecke Wilhelmstraße. Hier an der Marschallbrücke (einst Ost-West-Grenzübergang der Spree) wechseln Nord-Süd-Weg und der Mauerweg auf das südliche Spreeufer. Beide umgehen mit dem Spreeweg auf dem Reichstagsufer die Bundestagsverwaltung (Jakob-Kaiser-Haus). Es folgt dann am Spreeufer zwischen Reichstagsgebäude und Reichspräsidentenpalais der Friedrich-Ebert-Platz, auf dem einst die „ost-west-trennende“ Berliner Mauer stand. Nord-Süd-Weg und Mauerweg gehen über diesen Platz Richtung Brandenburger Tor. Der Spreeweg verbleibt auch weiterhin am Spreeufer, jedoch bildet die Ostwand des Reichstags (Sitz des Deutschen Bundestages [am Westrand des Platzes]) die Ortsteilgrenze und so verlässt der Spreeweg den Ortsteil. Die Spree selbst gehört weiterhin mit dem Nordufer zum Ortsteil Mitte.

### Tiergarten

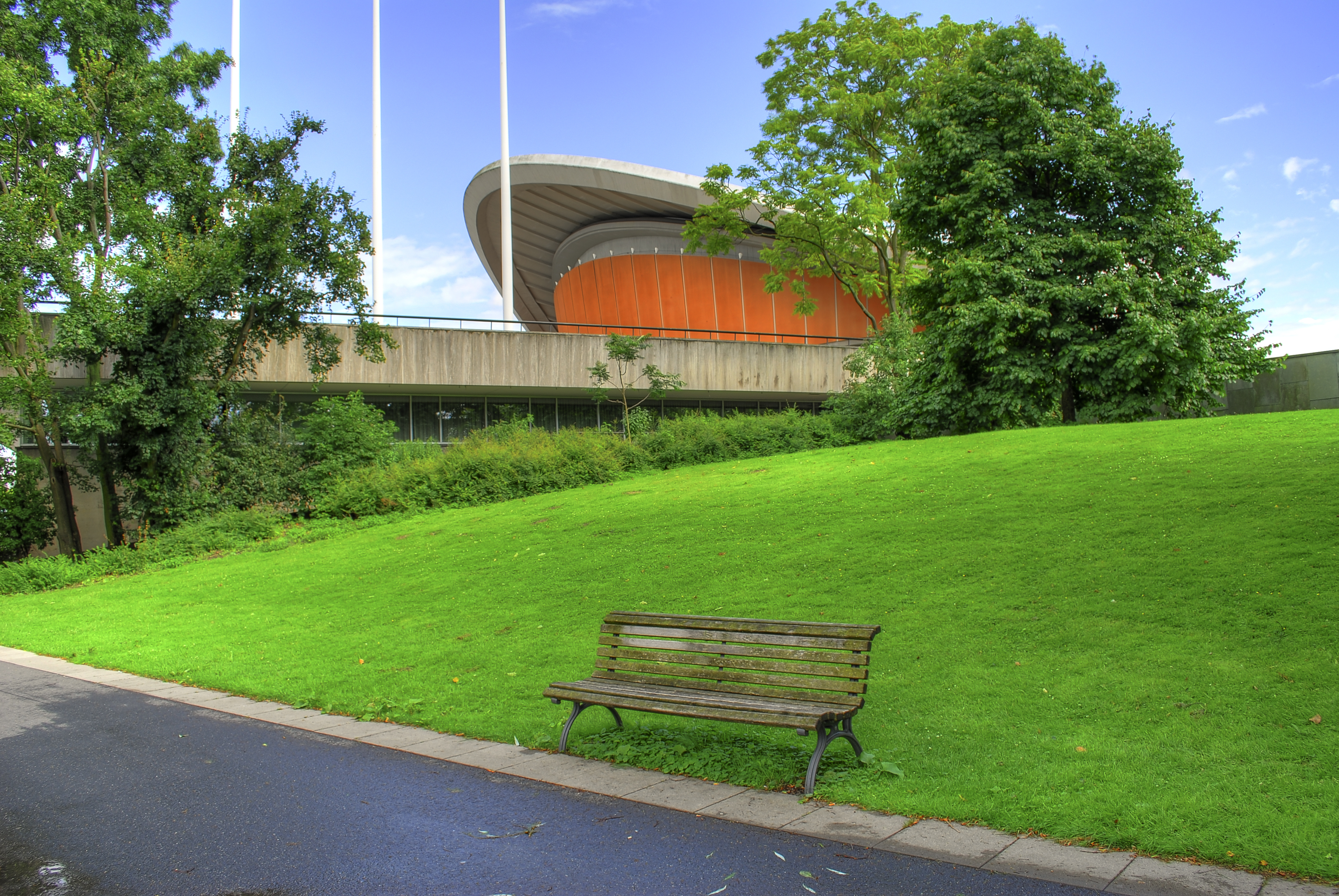
Haus der Kulturen der Welt

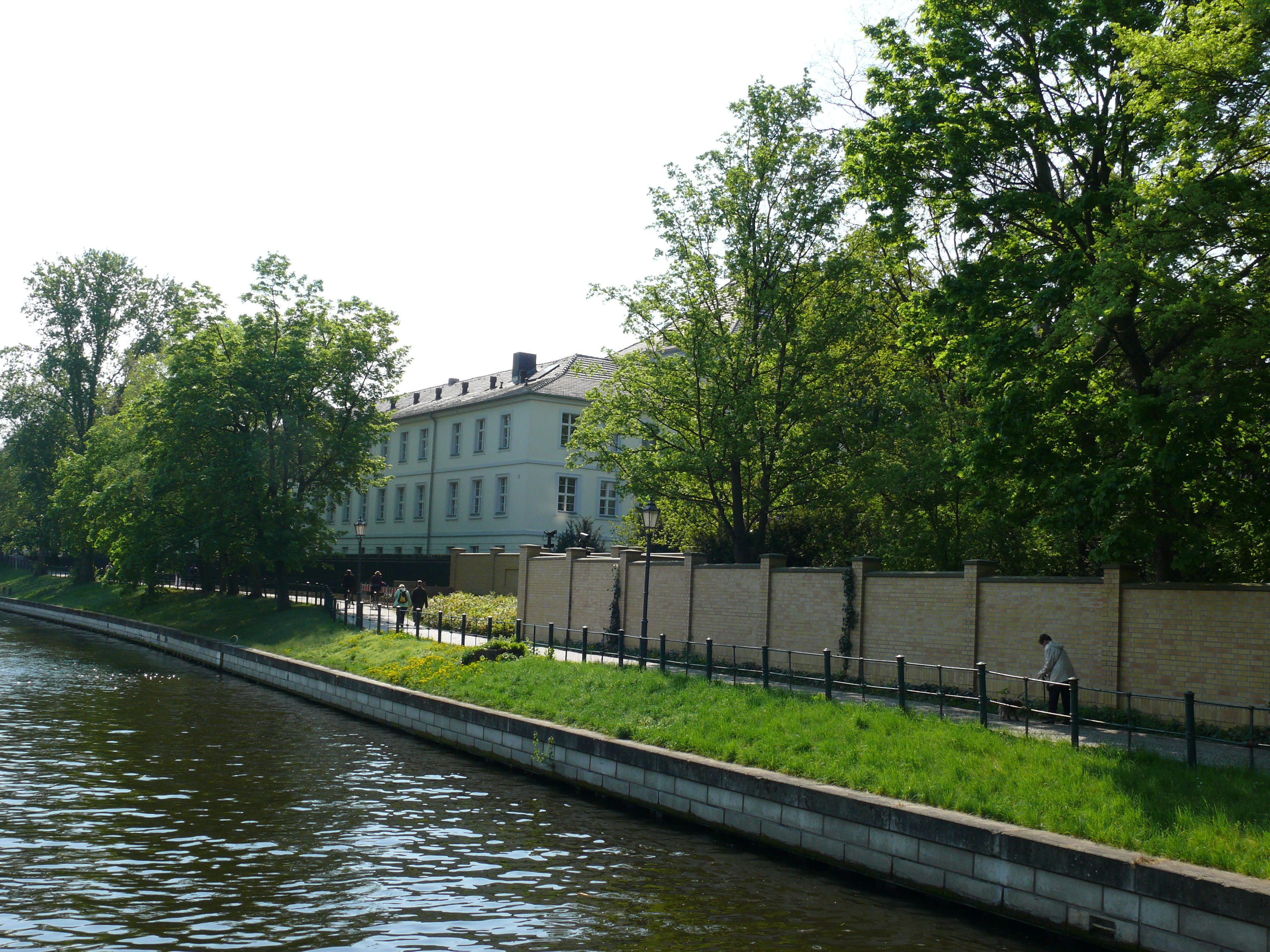
Bellevue-Ufer

Nach dem Friedrich-Ebert-Platz an der Paul-Löbe-Allee, die zwischen Reichstagsgebäude und Paul-Löbe-Haus (Sitz der Bundestagsverwaltung) liegt, wechselt der Ortsteil Mitte am Südufer der Spree in den Ortsteil Tiergarten. Zwischen Paul-Löbe-Haus und Spree wird der Marie-Elisabeth-Lüders-Steg als Fußgängerbrücke zwischen den beiden Häusern der Bundestagsverwaltung erreicht. Hier in Höhe der Otto-von-Bismarck-Allee führt der Tiergartenring (Hauptweg 19) auf das Südufer und hier liegt auch der innerstädtische Startpunkt des Heiligenseer Wegs. Spreeweg und Tiergartenring liegen in den Spreebogen über die Konrad-Adenauer-Straße an der Kronprinzenbrücke. Der Uferweg (Ludwig-Erhard-Ufer) führt durch den Spreebogenpark am Steg der Gustav-Heinemann-Brücke vorbei. Am gegenüberliegenden Spreeufer beginnt der Berlin-Spandauer Schifffahrtskanal und der Hauptbahnhof mit seinen Anschlüssen. Zudem führt verborgen die Spree kreuzend die im Stadttunnel geführte B 96 und die Nord-Süd-Gleise zwischen Hauptbahnhof und Bahnhof Potsdamer Platz durch den Spreebogenpark. Schließlich wird an der steinernen Moltkebrücke die Willy-Brandt-Straße/Alt-Moabit überquert, ehe der Spreeweg ungehindert vom Bundeskanzleramt das Haus der Kulturen der Welt (Kongresshalle) erreicht, gegenüberliegend der öffentlich nicht zugängliche Kanzlerpark im Band des Bundes mit der Kanzleramtsbrücke. Dort folgt dem Kanzlerpark der Park am Moabiter Werder. Im Großen Tiergarten gelangt der Uferweg auf den Beiweg der John-Foster-Dulles-Allee. Die Spree liegt schon in Moabit. Der weitere Verlauf der Hauptwege 01 und 19 führt an der Lutherbrücke zum Bellevue-Ufer. Die Lutherbrücke verbindet die Straße Spreeweg (vom Großen Stern zur Spree) in Mitte und die Paulstraße in Moabit. Der Spreeweg/Berliner Urstromtal kreuzt seinen Namensvetter und führt als öffentlicher Uferweg zwischen dem Schlosspark Bellevue mit dem Bundespräsidentensitz (Schloss Bellevue) hindurch zum S-Bahnhof Bellevue und am Ende des Schlossparks verlässt der Uferweg den Ortsteil.

### Hansaviertel

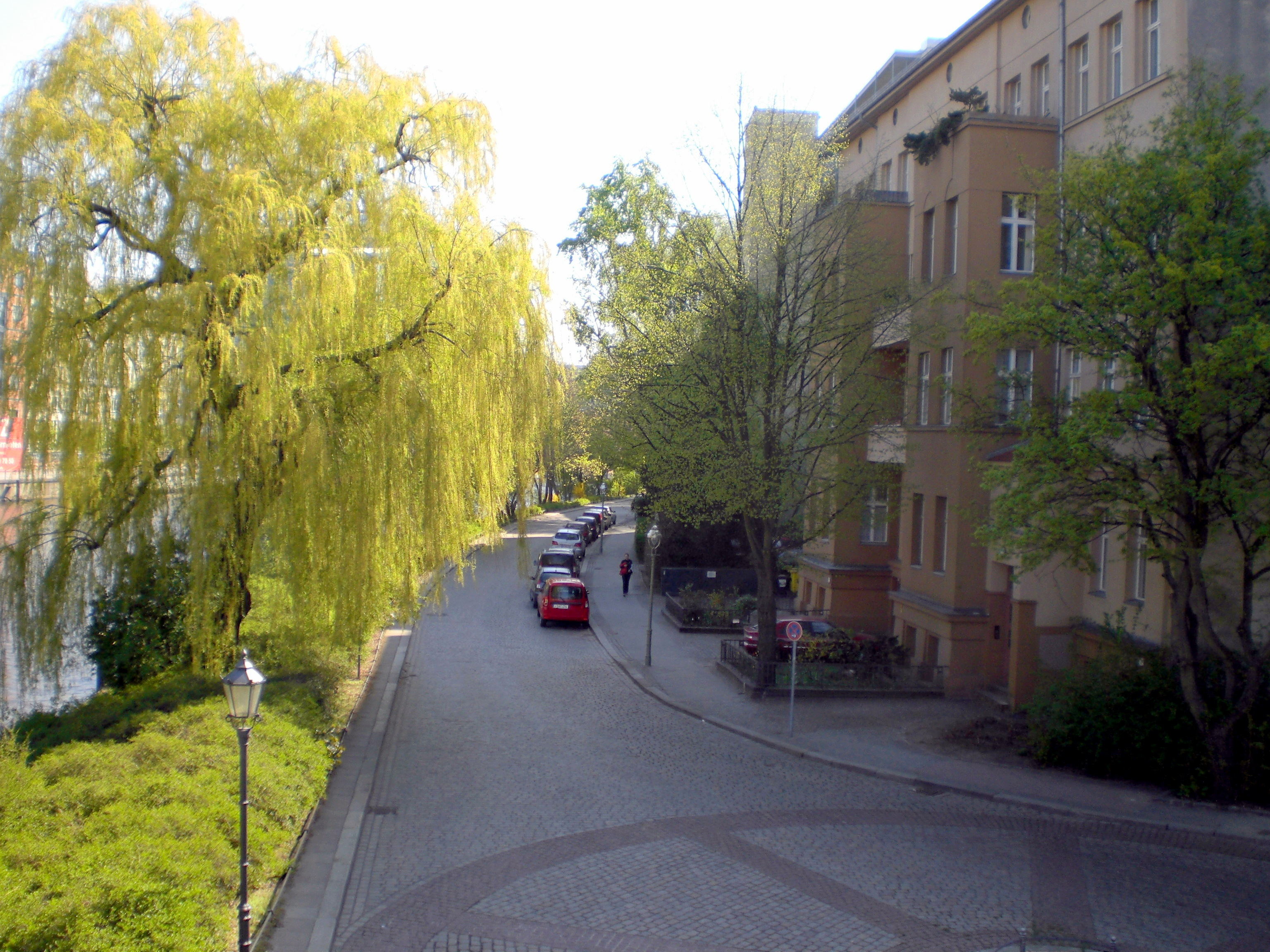
Holsteiner Ufer

An der Bahnbrücke der Ringbahn vor dem Gerickesteg führt der Spreeweg in den nächsten Spreebogen hinein, der im Hansaviertel liegt. Als Nächstes wird die Bartningallee an der Moabiter Brücke überquert, an den Stadtvillen am Holsteiner Ufer unter der Lessingbrücke (Lessing-/Stromstraße), später unter der Hansabrücke wird die Altonaer Straße unterquert. Wegen der folgenden Gewerbebetriebe die bis ans Südufer reichen, nutzt der Spreeweg den Wullenwebersteg zum Nordufer und der Ortsteil wird verlassen. Der Tiergartenring (Hauptweg 19), noch etwas ufernah geführt, biegt links in die Englische Straße nach Charlottenburg.

### Moabit
Am Nordufer nutzt der Spreeweg in Moabit den Uferweg am Südrand des Sportplatzes an der Wullenweberstraße und führt am Wikingerufer zur Gotzkowskybrücke, vorbei an der Tile-Wardenberg-, Agricola- zur Levetzkow-/Gotzkowskystraße. Dann wird Moabit auch schon verlassen.

### Charlottenburg

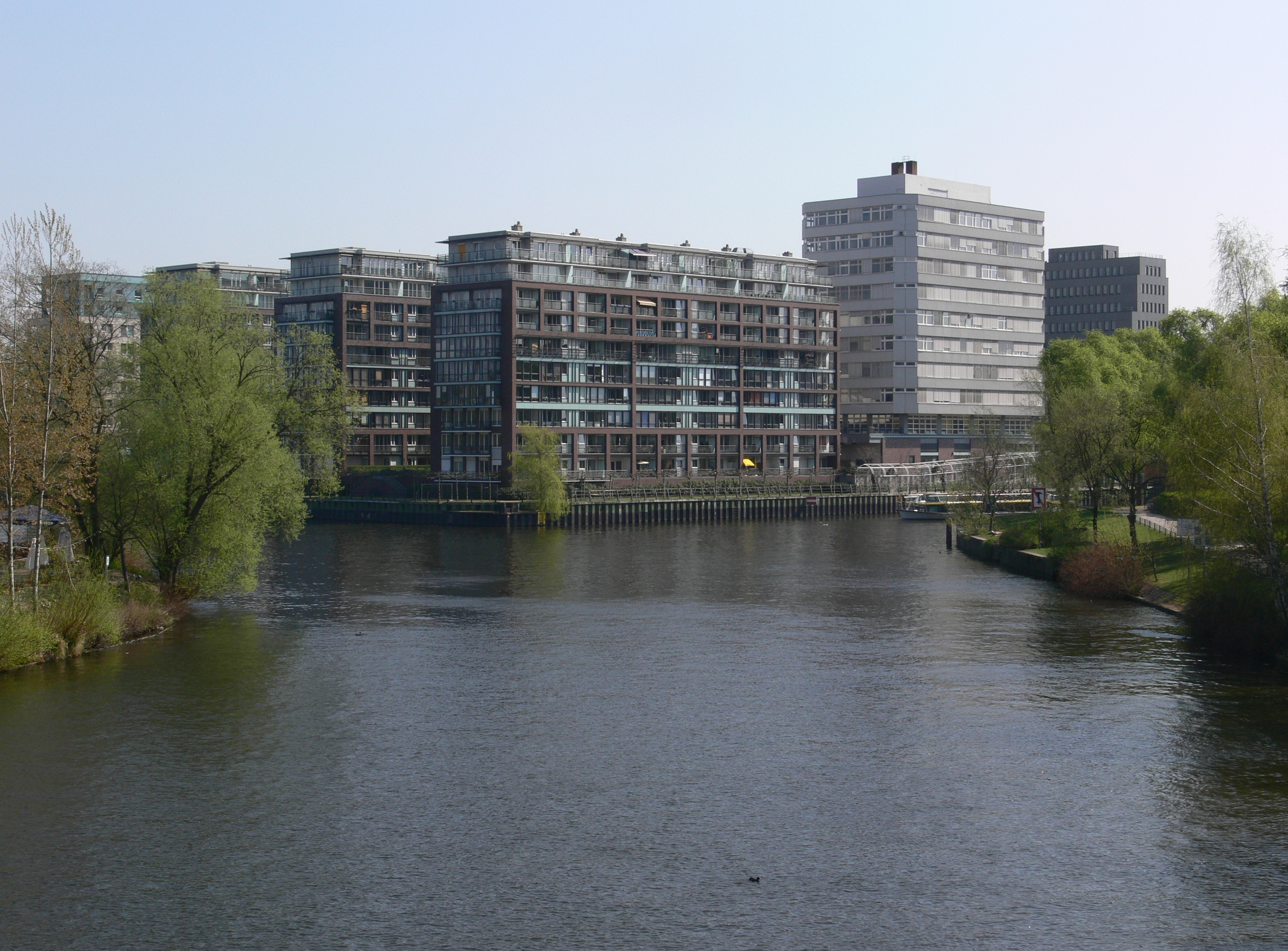
Blick von der Röntgenbrücke zur Dovestraße und dem Spreeweg

Über die Gotzkowskybrücke nach rechts wird das Südufer am nächsten Bogen der Spree in Charlottenburg erreicht. Der Uferweg liegt insgesamt in einem Grünstreifen am Ufer, darunter die KGA ‚Pascal‘. Die Idealführung wäre am Südufer verblieben ohne nach Moabit zu wechseln, wodurch der Wechsel nach Charlottenburg bereits vorher erfolgt. Nach dem Institutsgelände (Technische Universität Berlin, Fraunhofer-Gesellschaft) gegenüber der Zufahrt des Charlottenburger Verbindungskanals zwingt eine fehlende Brücke über den Stichkanal am Südufer zum Verlassen der Uferführung. Auf einem Weg neben den Gewerbegebäuden geht es zur Dovestraße und diese nach rechts neben diesem Kanal wieder zur Spree und danach zum Ausgang des Landwehrkanals zur Dovestraße gegenüber vom Salzufer und nach rechts über die Dovebrücke. Hier trifft der Europawanderweg entlang der Einsteinstraße kommend erneut auf den Spreeweg. Wiederum in einem Parkstreifen am Spreeufer führt der Hauptweg weiter westwärts. Von der Röntgenstraße mit der Röntgenbrücke parallel zum Iburger Ufer, in höhe vom Lütigenweg am Siemenssteg vorbei geht es unter der Caprivibrücke (Wintersteinstraße) parallel zum Charlottenburger Ufer weiter zum Luisenplatz und der Schloßbrücke. Hier ist am Schinkelpavillon der Schlossgarten des Schlosses Charlottenburg am Spreeufer erreicht und der Innere Parkring trifft auf den Spreeweg/ Berliner Urstromtal. Neben Karpfenteich und Belvedere führt der Weg im Park spreenah nach Norden. Am Nordende des Schlossgartens wechselt der Innere Parkring über den Beiweg zum anderen Spreeufer. Spreeweg und E11 führen durch die Eisenbahnbrücke zwischen der Bahnstrecke nach Hamburg und der Ringbahn gegenüber der Alten Schleuse Charlottenburg (KGA ‚Schleusenland‘). Zwischen Spree und Bahngelände wird vor der Rudolf-Wissell-Brücke, einem Bauwerk der A 100, der Ortsteil verlassen.

### Westend

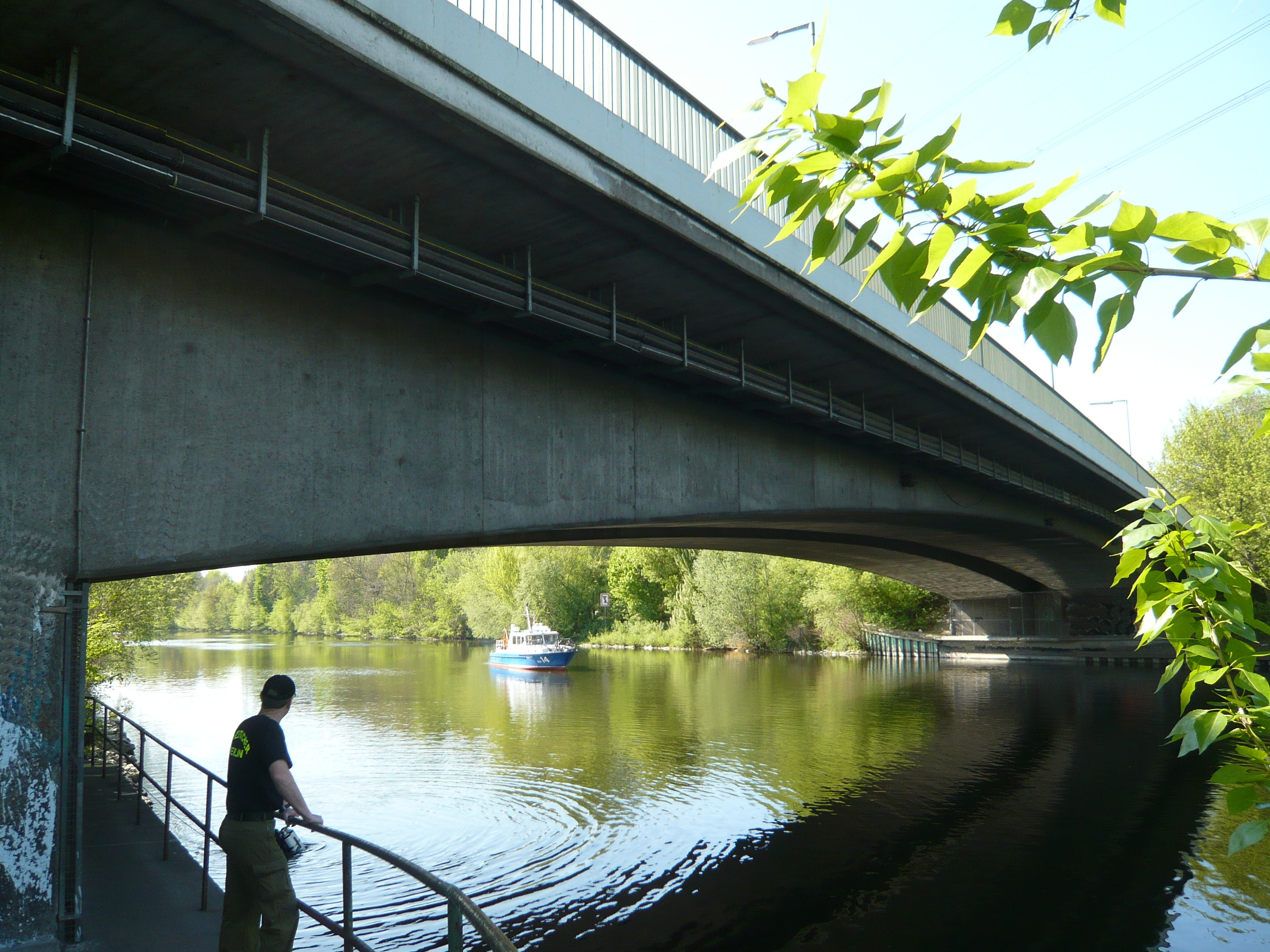
Unter der Rohrdammbrücke

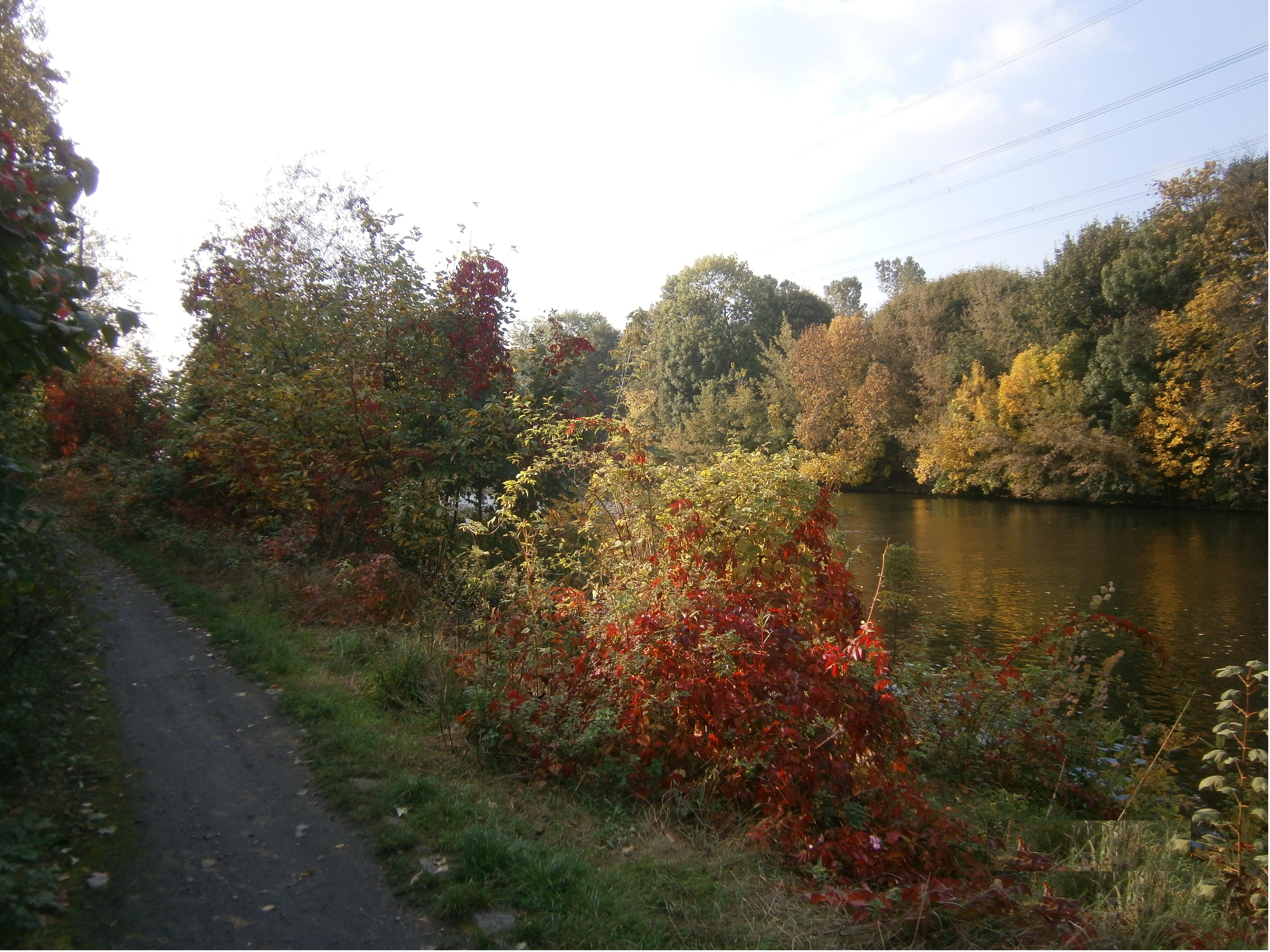
Spreeweg in Höhe der Kolonie Spreegrund

Es wird unter der Rudolf-Wissell-Brücke der Ortsteil Westend erreicht. An der Spreeseite einiger Kleingartenanlagen (KGA ‚Schleusenland II‘, ‚Spreewiesen‘, ‚Tiefer Grund‘) geht der Weg am Ufer entlang, am gegenüberliegenden Spreeufer liegt der (Siemens-)Techno-Park. Der Uferweg geht zum Fürstenbrunner Weg /Ecke Ruhwaldweg und unter der Rohrdammbrücke hindurch. Das Spreeufer mit dem gesamten Flusslauf gehört zu Siemensstadt im Bezirk Spandau. Der Hauptweg nutzt den Lauf an der KGA ‚Spreegrund Nord‘ am Bahngelände (Strecke nach Spandau) entlang, hier gehört hier teilweise auch das hiesige zu Siemensstadt, weiter zur KGA ‚Moabit-Spree‘ und ‚Dahlemer Wiese Süd‘. Vor der KGA ‚Dahlemer Wiese Nord‘ entfernt sich der Spreeweg und E11 vom Ufer und beide nehmen den Weg zwischen diesen Kleingartenanlagen. Vor dem Wiesendamm, rechts von der über die Hamburger Bahn führende Wiesendammbrücke wird der Ortsteil verlassen.
Die Idealführung würde weiterhin am Spreeufer verlaufen, den Fernwanderweg E11 verlassend und ist am Spreeufer noch bis zur Ortsteil- und Bezirksgrenze begehbar. Gegenüber an der Spree liegt das Heizkraftwerk Reuter, den Uferweg versperrt eine Recyclinganlage und weiter nach Spandau hinein das weitläufige Industriegebiet.

### Spandau

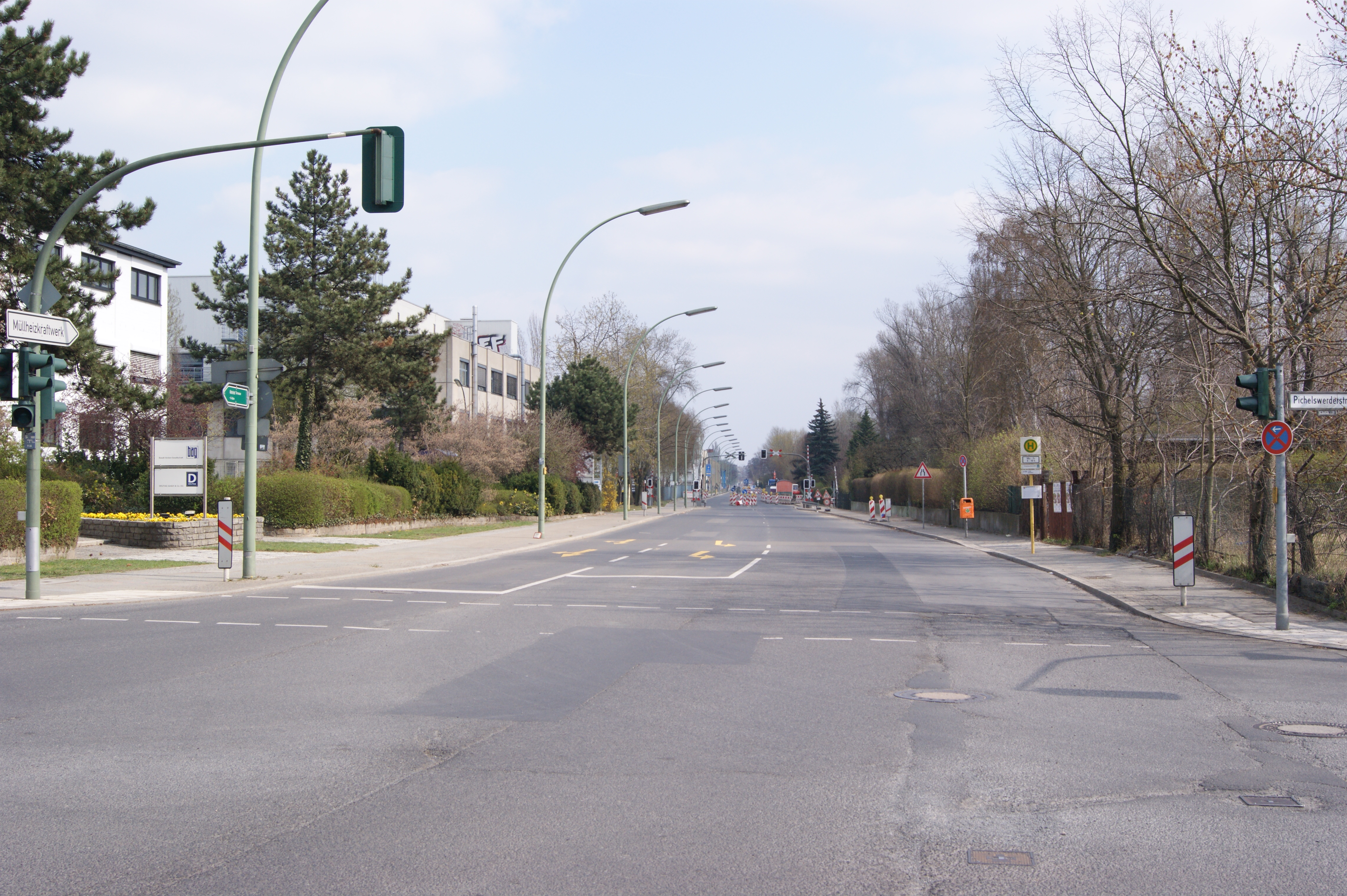
Spreeweg auf dem Beiweg der Spandauer Freiheit

Der Spreeweg liegt vom Wiesendamm an spreeab in den Ortsteil Spandau (mit Wechsel vom Bezirk Charlottenburg-Wilmersdorf in den Bezirk Spandau). Der Wanderweg E11 geht über die Wiesendammbrücke nach Süden weiter. Dem Wiesendamm folgt die Straße Freiheit. Beidseits anliegend verläuft der Wegabschnitt durch ein Industrie- und Gewerbegebiet (Müllheizkraftwerk Ruhleben, Werkring, Klärwerk Ruhleben, Klärwerkstraße), links liegen die KGA ‚Güterbahnhof Ruhleben‘ und später die KGA ‚Freiheit‘ am Bahngelände. Am Ende der Freiheit liegt der S-Bahnhof Stresow und über die Stresowstraße, neben Schürstraße, Stresowplatz und Obermeierweg erfolgt der Havelübergang auf der Charlottenbrücke in Spandau. Am westlichen Havelufer erfolgt der Zugang zum Havelseenweg, mit dem es gemeinsam nach links geht. Die namensgebende Spree mündet in die Havel (Karten) und entsprechend dem Zusatz „Berliner Urstromtal“ geht es durch Spandau weiter über den Spektegrünzug zur Landesgrenze.

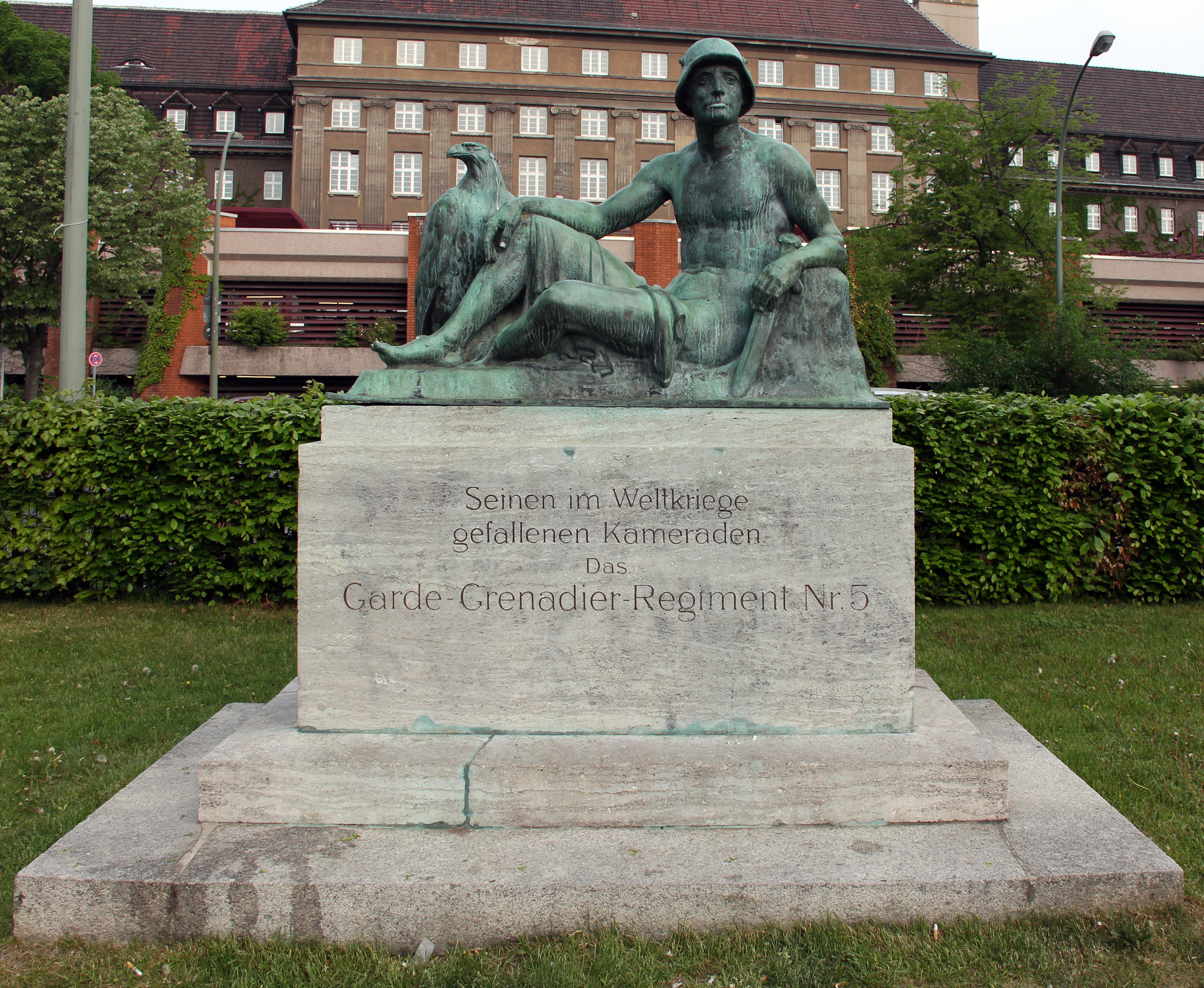
Im Stabholzgarten in Spandau

Die geplante Führung des Spreewegs bleibt ufernah. Die Spree ist auf dem Sophienwerderweg nach einer kurzen Umführung auf dem Sophienwerder Ufer noch begehbar. Im weiteren fehlen noch Brücken am Ruhlebener Altarm und über die Spree. Der Spreeweg läge am Nordufer, südlich parallel zur Straße Am Juliusturm und ist teilweise, aber durch Gewerbeflächen nicht durchgängig begehbar. Der Anschluss an die weitere Führung und den Havelseenweg ist nördlich der Spreemündung in die Havel, nordwärts der Juliusturmbrücke nahe der Schleuse Spandau (auch hier fehlt der begehbare Übergang) am Havelufer geplant.
Nach der Havelüberquerung auf der Charlottenbrücke geht es nach links zum Stabholzgarten. In diesem verlässt der Hauptweg 01 südlich vom Mühlengraben das Havelufer und den Hauptweg 12 stadtwärts zur Spandauer Altstadt. Über die Straße Stabholzgarten, durch Am Wall und über die Carl-Schurz-Straße wird die breite Verkehrsstraße Altstädter Ring durch den Fußgängertunnel am Rathaus Spandau unterquert. Links liegt unweit der Fern- und S-Bahnhof Spandau, der Hauptweg 01 führt durch den Münsinger Park über die Galenstraße zum Georg-Ramin-Park. Neben Gartenarbeitsschule ‚An der Kappe‘, Askanier-Grundschule und Jugendverkehrsschule durch Spielplätze zur KGA ‚Tsingtau‘ werden die Spektewiesen erreicht. Durch diese führt der Weg zur Zeppelinstraße über diese hinweg wird der Ortsteil verlassen.

### Falkenhagener Feld

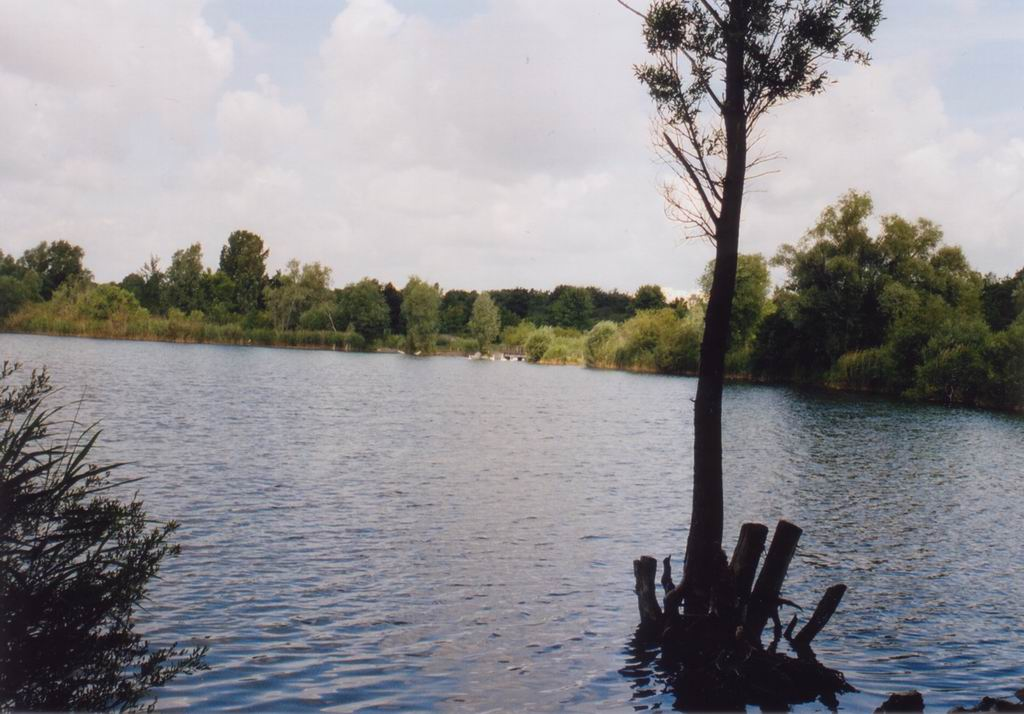
Kiesteich in den Spektewiesen

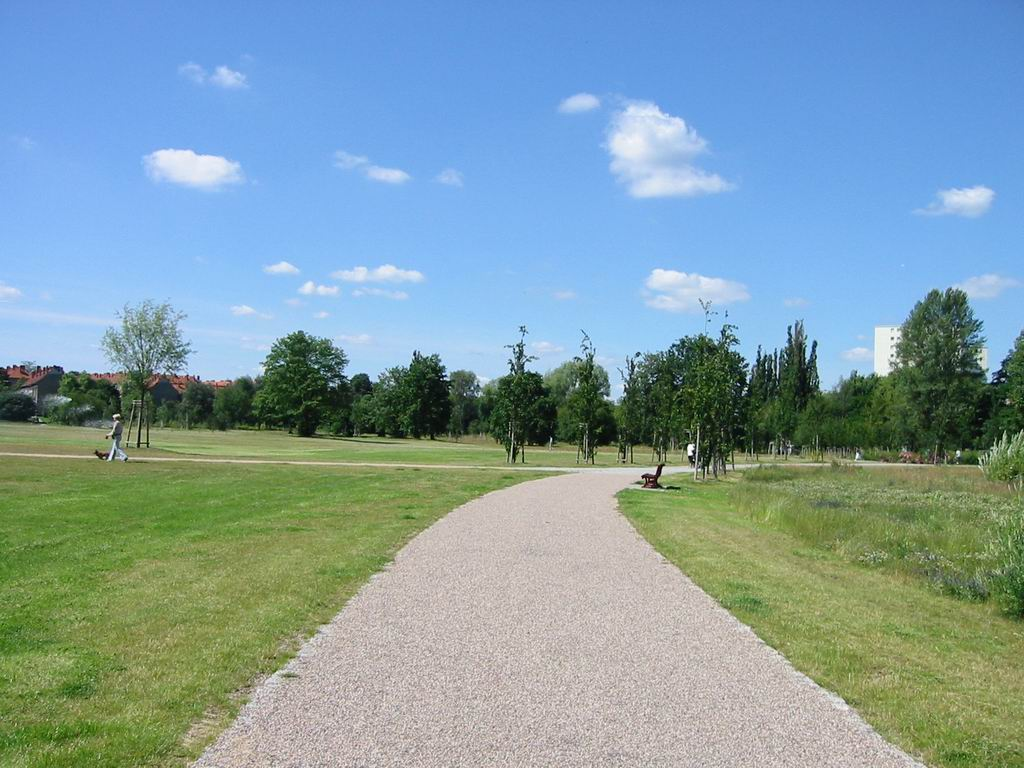
Weg in den Spektewiesen

Nachdem der Hauptweg 1 die Zeppelinstraße überquert hat, ist der Ortsteil Falkenhagener Feld erreicht. Der Grünzug der Spektewiesen setzt sich im Ortsteil parallel zum Spekteweg fort. Südlich der Wochenendsiedlung ‚Lüttenorth‘ und nördlich der Wochenendsiedlung ‚An der Kappe‘ geht es über den Nethphener Weg, rechts ein Rückhaltebecken, dann an der KGA ‚Gustavs Ruh‘ vorbei auf der Verlängerung des Spektewegs über die Bötzowbahn (die Industriebahnlinie zum Güterbahnhof Spandau Johannesstift). Südlich am Großen Spektesee durch den Park und unter der Brücke Am Kiesteich hindurch führt der Hauptweg 01 im Abstand zur südlich liegenden Ortsteilgrenze zu Staaken weiter durch die Spektewiesen. Der Querweg im Park (Verlängerung von Straße 603) führt über eine Fußgängerbrücke am Abfluss der Spektelake zu deren Nordufer und folgt der Krümmung des Gewässers, vorbei an der Spektelake-Brücke. Durch den südlichenWeg der Gartenkolonie ‚Neu-Sternfeld‘ hindurch westwärts am Sportplatz an die Stadtgrenze trifft der Spreeweg/Berliner Urstromtal auf den Spandauer Weg und den Mauerweg. Am Treffpunkt wird der Ortsteil verlassen.

### Staaken
Mit dem Zusammentreffen des Hauptwegs 01 an der Stadtgrenze mit Mauer- und Spandauer Weg ist der Ortsteil Staaken in der Ortslage Albrechtshof erreicht. Gemeinsam führen diese drei Wege im Grünzug, der über die Stadtgrenze ins Brandenburgische reicht zum Finkenkruger Weg. Wegen der im alliierten Gebietsaustausch (siehe dazu Flugplatz Staaken/Zeppelinwerke) von 1945 wurde ab 1950 West-Staaken vom Berliner Stadtgebiet abgetrennt. So erfolgte 1961 der Mauerbau durch Staaken hindurch, so führen Mauerweg und Spandauer Weg auf dieser Straße nach Süden. Im Nachbarort Falkensee schließt die Königszelter Straße an, westlich von dieser zur Hamburger Straße liegt der Geschichtspark an der Großen Lake mit dem ehemaligen KZ-Außenlager Falkensee. Der Spreeweg führt noch 200 Meter in einem Grünzug, der über die Stadtgrenze zur jenseits liegenden brandenburgischen Gartenstadt Falkenhöh reicht, zum Luchweg. Geradeaus ist auf diesem Grünzug der Panzersee erreichbar ein Geocoachingort. Vom Luchweg nach rechts in den Albrechtshofer Weg und weiter nach links in die Alfons-Loewe-Straße wird der Seegefelder Weg erreicht. Diesen nach rechts und an der Hamburger Straße vorbei geht es direkt zum Regionalbahnhof Albrechtshof. Dieser Bahnhof an der Hamburger Bahn ist der Endpunkt des Hauptwegs 01 und bietet den Anschluss nach Spandau und ins Berliner Stadtgebiet zurück.

## Nahverkehrsanschlüsse
Der Spreeweg führt in der Nähe folgender ÖPNV-Anschlüsse vorbei.
- Regionalbahnhof Albrechtshof
- S+U-Bahnhof Spandau
- S-Bahnhof Stresow
- U-Bahnhof Ruhleben
- S+U-Bahnhof Jungfernheide
- U-Bahnhof Hansaplatz
- S-Bahnhof Bellevue
- S+U-Bahnhof Hauptbahnhof
- S+U-Bahnhof Friedrichstraße
- S+U-Bahnhof Jannowitzbrücke
- S+U-Bahnhof Warschauer Straße
- S-Bahnhof Treptower Park
- S-Bahnhof Baumschulenweg
- S-Bahnhof Schöneweide
- S-Bahnhof Oberspree
- S-Bahnhof Spindlersfeld
- S-Bahnhof Erkner